# Städel Museum
A frankfurti Städel Museum (teljes hivatalos nevén Städelsche Kunstinstitut und Städtische Galerie, röviden csak Städel) Németország és a világ egyik legjelentősebb szépművészeti múzeuma, egyben a legrégebbi és legfontosabb német múzeumi alapítvány. Hét évszázad kiemelkedő művészeti alkotásait mutatja be. Gyűjteményében mintegy 4000 festmény található, közülük az állandó kiállítás 1000 darabot mutat be. A grafikai gyűjtemény körülbelül 100 000 rajzból és metszetből áll. A Städel Museum gyűjteményéhez tartozik még mintegy 4000 fotó, 600 szobor és egy 115 000 kötetes könyvtár is.
A múzeum létrehozását lehetővé tévő alapítványt Johann Friedrich Städel frankfurti bankár és mecénás hozta létre végrendeletileg 1815-ben. Az örökösödéssel kapcsolatos jogi viták lezárulta után, 1833-ban nyílhatott meg az első kiállítás. A múzeum 1878-ban költözött mai épületébe a Museumsuferen.

## Története
Johann Friedrich Städel, a zöldségkereskedőből lett dúsgazdag bankár 1816-os halála után derült ki, hogy az addig is ismert mecénás, aki soha nem nősült meg és gyermekei sem születtek, 1815. március 15-én vagyonát, városi házát, ott elhelyezett műgyűjteményét és 1,3 millió guldenes pénztőkéjét végrendeletileg egy kultúrintézet létrehozására hagyományozta. Az alapítvány feladatául a nyilvános gyűjtemény fenntartását és egy művészeket képző iskola létrehozását szabta meg. (Ez utóbbi funkciót később átvette a város közigazgatása.) Az intézet vezetését Frankfurt városának öt tekintélyes polgárára bízta, első vezetője 1817-ben Carl Friedrich Wendelstadt lett. Städel távoli rokonai bíróságon támadták meg a végrendeletet, ezért az alapítvány munkájának beindítása 1929-ig elhúzódott. 1830-ban Philipp Veit, a nazarénusok festői közének tagja lett a galéria és az iskola igazgatója. Veit irányítása alatt Städel eredeti gyűjteményéből eladták azokat a képeket, amelyek nem voltak elég magas színvonalúak, és helyettük másokat vásároltak.
1833-ban a múzeum egy erre a célra átalakított saját épületbe költözött. Vezetője 1840-ben Johann David Passavant lett, akinek 1861-ig tartó hivatali idejében az intézmény jelentős műveket vásárolt meg, köztük Sandro Botticelli egyik fő művét, valamint II. Vilmos holland király 1850-ben elárverezett gyűjteményének egyes darabjait. 1870-ben a múzeum újabb jelentős darabokhoz jutott az északolasz–frankfurti kötődésű Brentano-család gyűjteményének árverése alkalmából.

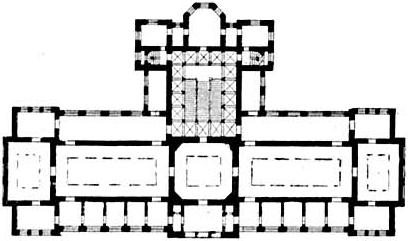
Az épület alaprajza 1894-ből

1878-ban a múzeum újra költözött, mégpedig a mai helyére a Majna partjára, egy eleve múzeumi célra emelt épületbe. 1889-től az intézmény igazgatója a Henry Thode, a neves művészettörténész lett, aki elsősorban az olasz festőművészet alkotásaival bővítette a gyűjteményt. 1891-től Heinrich Weizsäcker lett az igazgató; ekkoriban készült el a gyűjtemény első teljes katalógusa.
Az alapítvány anyagi támaszának megerősítése érdekében Leopold Sonnemann, a Frankfurter Zeitung kiadója, 1899-ben létrehozta a múzeum barátainak egyesületét, a Städelscher Museums-Vereint aminek aztán 6000 tagja lett. 1904-ben már impresszionista képet is vásároltak, Claude Monet alkotását, de ekkoriban szerezték be Rembrandt egyik alkotását is (Sámson megvakítása). 1907-ben a Städel és az annak keretében létrehozott Városi Galéria igazgatója Georg Swarzenski lett, aki aztán három évtizedig Frankfurt művészeti életének vezető egyénisége maradt. A város anyagi támogatásával növekedett a modern képek vásárlása. Az első világháborúig sikerült beszerezni szinte az összes jelentős francia impresszionista alkotásaiból néhányat. Német kortárs képeket is vásároltak, mint Franz Marc és Max Beckmann műveit, aki utóbbi egyben a Städel művészeti iskolájának a tanára is volt. A múzeum épületét is kibővítették, hogy több alkotást lehessen bemutatni.
1922-ben a városi elöljáróság döntése alapján a Frankfurti Történeti Múzeumból tartós kölcsönként a Städelbe került a német festészet egy korai remekműve, az ismeretlen felső-rajnai mester által az 1410-es években festett Paradiesgärtlein (Paradicsomi kertecske). 1928-ban a múzeum jelentős művekhez jutott a Hohenzollern-Sigmaringen család gyűjteményéből.

### A nemzeti szocializmus és a második világháború kora

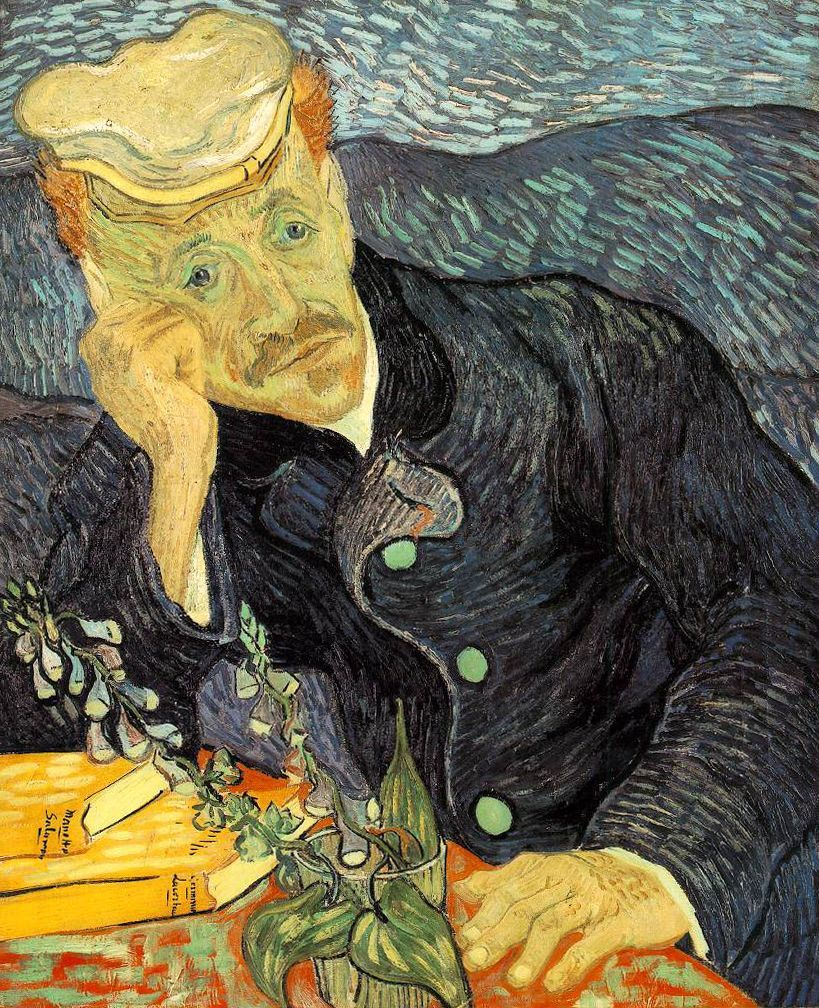
Vincent van Gogh: Dr. Gachet portréja

Adolf Hitler hatalomra jutása után a Städel igazgatója, Georg Swarzenski az 1933-as zsidótörvények miatt a város igazgatásában betöltött funkcióit elvesztette, de a múzeum élén maradhatott nyugdíjazásáig, majd 1938-ban az Egyesült Államokba emigrált. A náci pártnak az általa elfajzott művészetnek nevezett modern művészeti irányzatok elleni harca jegyében megrendezett kiállítása céljára (Entartete Kunst, 1937) a Städelből 77 festményt és körülbelül 400 grafikát foglaltak le. Köztük volt Vincent van Gogh Dr. Gachet portréja című műve is, amit aztán Hermann Göring a saját magángyűjteményében helyezett el. 1938-ban Ernst Holzinger lett a múzeum igazgatója, vezetése idején jelentős német festők, mint Victor Müller és Hans Thoma műveit tartalmazó gyűjteményekhez jutott az intézmény. A 30-as évek végétől a múzeum évente rendezett kiállításokat ismertebb frankfurti és környékbeli festők (Joseph Kaspar Correggio, Reinhold Ewald, Peter Paul Etz, Ludwig Enders, Karl Friedrich Lippmann, Lino Salini és Albert Windisch) alkotásaiból Gauausstellung für bildende Künste címmel. A bemutatott művek megfeleltek a rezsim elvárásainak, művészileg konzervatívak voltak. Az intézmény ebben az időszakban számos zsidó gyűjteményhez jutott Németországból és több más országból, így Franciaországból, Belgiumból és Hollandiából. A háború után ezeket az amerikai művészet-védelmi csapatok (Monuments, Fine Arts, and Archives Section/Monuments Men) visszajuttatták a származási országukba vagy a Wiesbaden Central Collecting Point raktáraiban helyezték el a rablott műkincsek restitúciója érdekében.
A második világháború idején a festményeket és más gyűjteményeket a város környékének különböző raktáraiba evakuálták, ami megvédte azokat a háborús veszteségektől. A múzeum központi épülete Frankfurtban viszont jelentős bombakárokat szenvedett.

## A második világháború után
A háború után a múzeum visszakapta a nácik által az „elfajzott művészet” elleni harc jegyében elkobzott műveket, valamint jelentős új alkotásokhoz is jutott. Az épület teljes helyreállítása 1963-ra fejeződött be. 1972-ben nagyszabású gyűjtés nyomán megvásárolhatták Max Beckmann festményét, a Frankfurti zsinagógát. A múzeum vezetője, Klaus Gallwitz ebben az időszakban elsősorban az úgynevezett klasszikus modernek, valamint a kortárs művészek munkáinak beszerzését helyezte előtérbe, de ekkoriban vásárolták meg Jean-Antoine Watteau egyik ismert művét is a régi mesterek gyűjteményének kiegészítésére. A frankfurti régió művészetének felkarolásáról, ami a háború előtti gyűjtés súlypontja volt, azonban lemondtak.
1990-ben Gustav Peichl tervei alapján megindult a múzeum nagyszabású bővítésének valamint a régi épületek felújításának a munkája, ami egészen 1999-ig tartott. 2006-ban Max Hollein lett az intézmény vezetője, aki egyben a Schirn Kunsthalle Frankfurt kiállítóhely és a Liebieghaus múzeum igazgatója is volt. Vezetése alatt megélénkült a kiállítási tevékenység. A beszerzés még erősebben a kortárs művészet irányába tolódott el, valamint a gyűjtést kiterjesztette a fotográfia területére is, ami konfliktusokhoz vezetett az ugyancsak frankfurti Museum für Moderne Kunst vezetésével. Hollein vezetése alatt kezdődtek meg a Städel további bővítésének és modernizálásának munkálatai is 2009-ben, amik aztán 2012-ben fejeződtek be. Ennek során további 3000 m2 kiállítóteret alakítottak ki a felszín alatt a jelenkori művészet számára. A 2012. februári újranyitás után nagy kasszasikereket is hozó kiállításokat szerveztek és ennek révén látogatói rekordokat értek el. 2012-ben 447 395 látogatót jegyeztek fel. 2015. március 15-én egész napos népünnepéllyel, ingyenes belépéssel emlékezett meg a Städel a létrehozását lehetővé tévő végrendelet megalkotásának 200. évfordulójáról. Ezen a napon indult a Digitale Kunstkammer (kb. "Digitális műcsarnok") projekt is, ami internetes hozzáférést biztosít a gyűjteményekhez.
Max Hollein után 2016. október 1-jétől Philipp Demandt lett a Städel Museum, a Liebieghaus és a Schirn Kunsthalle Frankfurt igazgatója. Kezdeti munkásságában elsősorban a múzeum digitális archívumainak fejlesztésére helyezte a hangsúlyt.

## A múzeum épülete

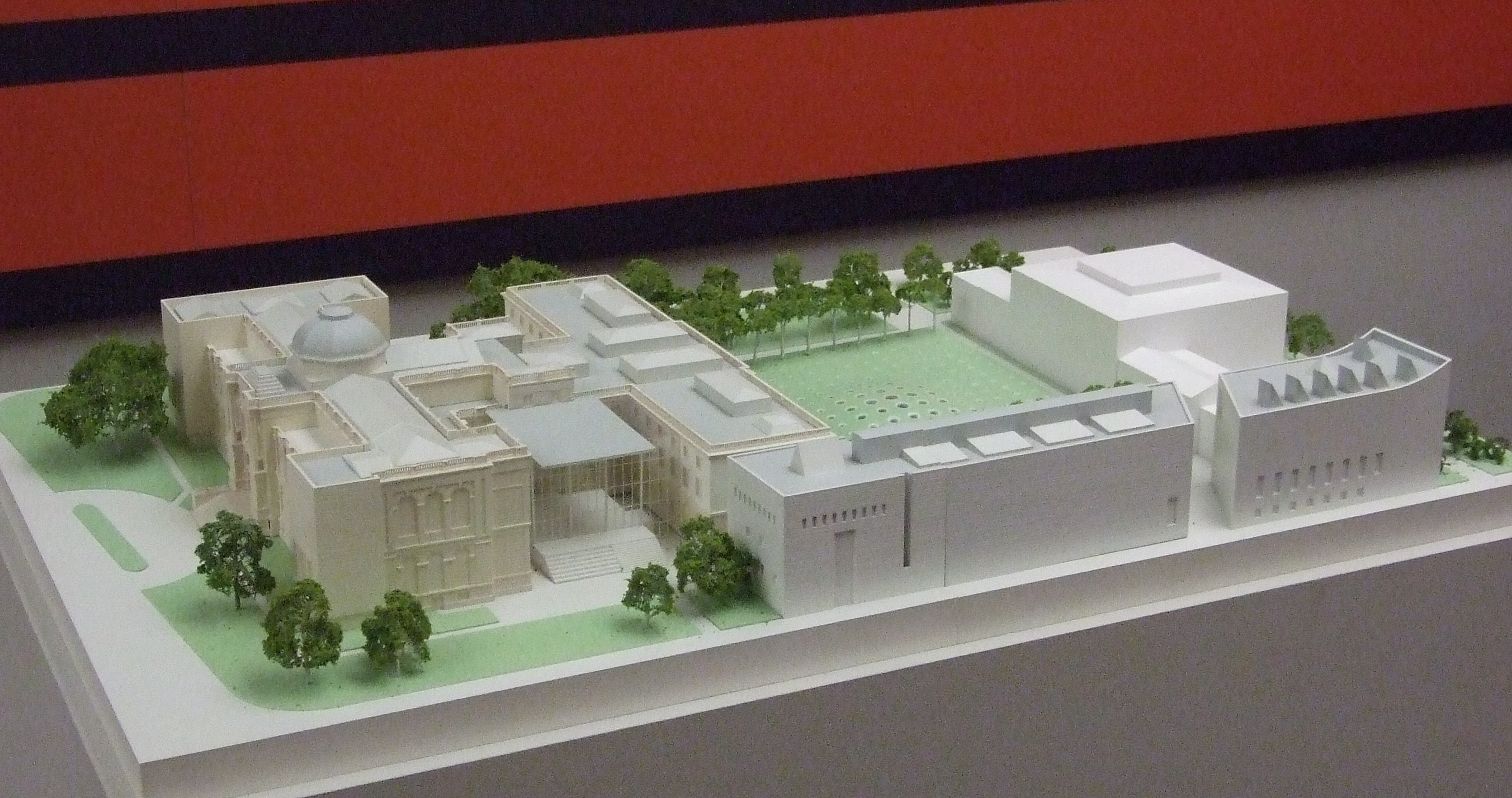
Az épületkomplexum modellje

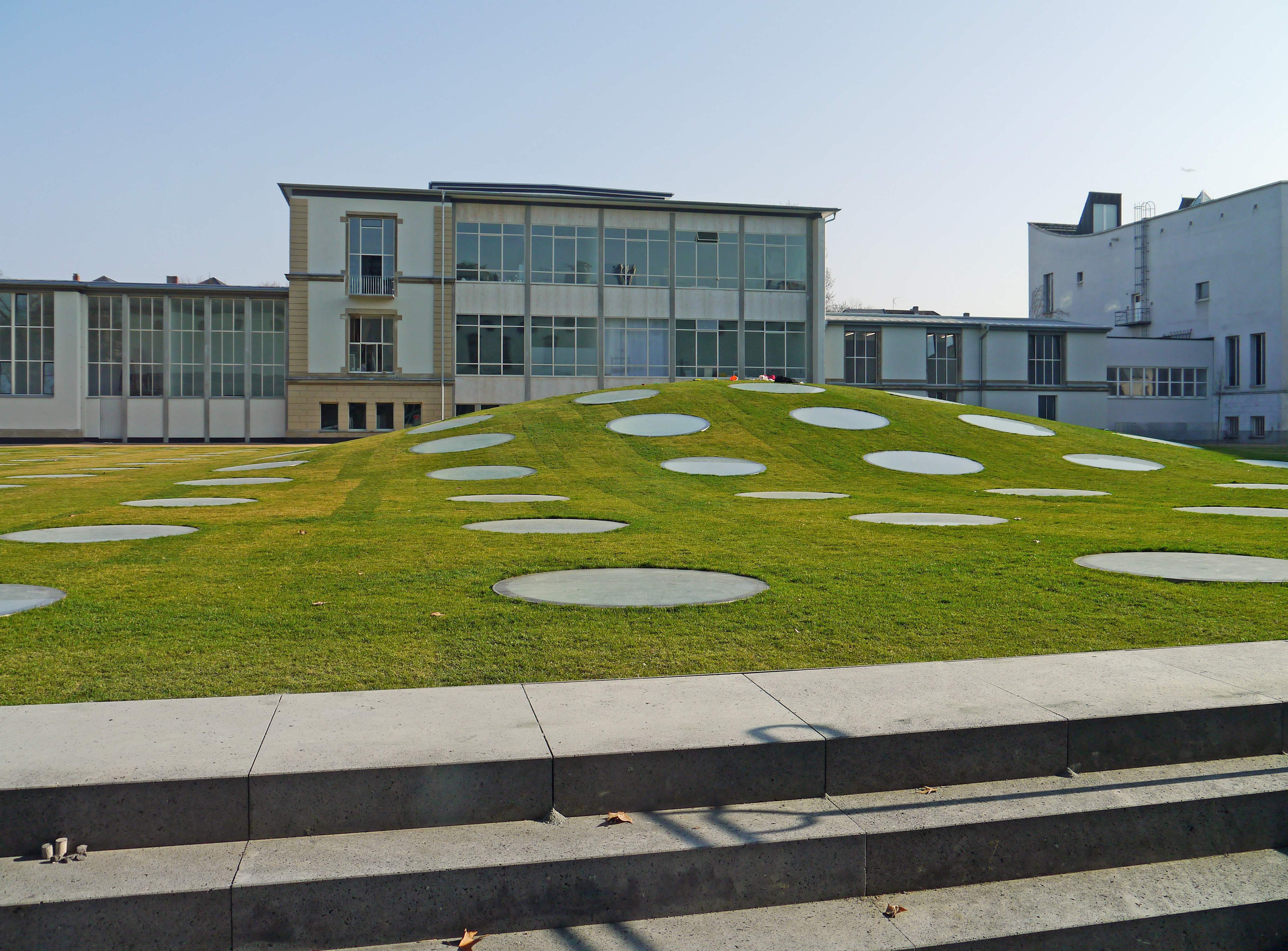
A felszín alatti kiállítóhelyek "tetőzete" a régi épületből nézve

Az 1878-ban megnyitott múzeumi épületet Oskar Sommer tervezte neoreneszánsz stílusban, kissé emlékeztet a firenzei reneszánsz épületeire. Ez a ház egyben a frankfurti régi opera (Alte Oper) illetve a Frankfurt Hauptbahnhof építészeti előfutárának is számít. A homokkőből épült homlokzaton a főbejáratot Hans Holbein és Albrecht Dürer szobrai fogják közre.
Az épület belseje visszafogottan díszített, a kiállított műveknek biztosítja az elsőbbséget. Az egyetlen jelentős építészeti díszítő elem a főlépcső. A földszinten található balra a grafikai gyűjtemény, jobbra a múzeumi könyvesbolt, kávézó és könyvtár. Az első és a második emeleten helyezkedik el a régi mesterek (1300–1800) valamint a modernek művészete (1800–1945) részlege. Az első emeletről nyílik az átjáró a Gustav Peichl tervezte és 1990-ben megnyitott új szárnyba. Itt rendezik meg a Städel időszaki kiállításait.
A múzeum legújabb bővítésére 2008-tól került sor. A nemzetközi pályázatot a zsűri egyhangú döntése szerint a frankfurti Schneider + Schumacher építészeti iroda terve nyerte meg. Az 1945 utáni műalkotások elhelyezésére szolgáló 3000 négyzetméteres bővítést a felszín alá süllyesztették. A nagy csarnok a Städel kertje alatt helyezkedik el, és tetőablakokon át kap természetes megvilágítást. Az építkezés 2009 szeptemberében kezdődött és az új csarnok 2012 februárjában nyílhatott meg. Az 52 millió eurós költséget fele arányban magángyűjtésekből, másik felét költségvetési forrásokból finanszírozták.

## Gyűjtemények

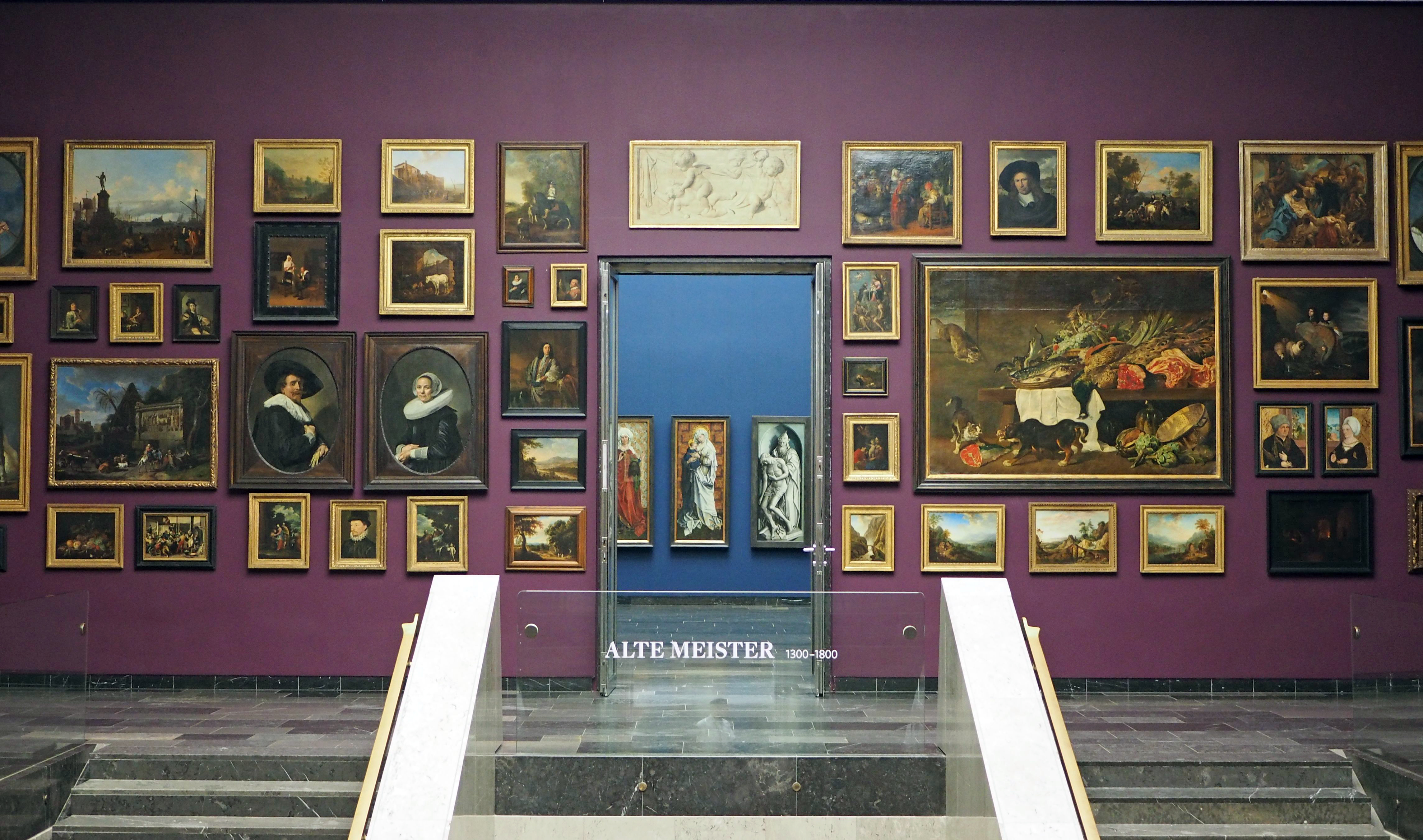
Feljárat a 2. emeletre: Régi mesterek („Alte Meister“, 1300–1800)

A Städel gyűjteményei hét évszázad európai mestereinek munkáit tartalmazzák a 14. század elejétől, a késői gótika, a reneszánsz, a barokk valamint a német művészettörténetben Goethe-kornak nevezett időszakon át a klasszikus modernekig majd a jelenkorig.

### Késő középkor
A késő középkori gyűjtemény mindenekelőtt itáliai és német alkotásokat mutat be. Közöttük van Deodato di Orlando 1300 körül keletkezett munkája, a Gyászoló Szent János, egy táblakép részlete, a Städel egyik legrégebbi kincse. Itt látható még Barnaba da Modena bizánci hatásokat mutató Madonnája, ami 1830-ban került a múzeum tulajdonába. 1400 körül keletkezett Gherardo Starnina három oltárképe, amelyek közül a középső az Atyaistent ábrázolja országalmával a kezében, amelyre az akkor ismert világrészek, Európa, Ázsia és Afrika nevei vannak írva.
A német nyelvterület késő középkori művészetét főleg oltárképek reprezentálják. Az egyik további központi alkotás a Paradiesgärtlein, az ismeretlen, úgynevezett Felső-rajnai mester munkája. Ez a kép a természeti környezet pontos ábrázolásával tűnik ki a korabeli alkotások sorából. A képen 12 madárfajt és 24 növényt azonosítottak a szakértők.

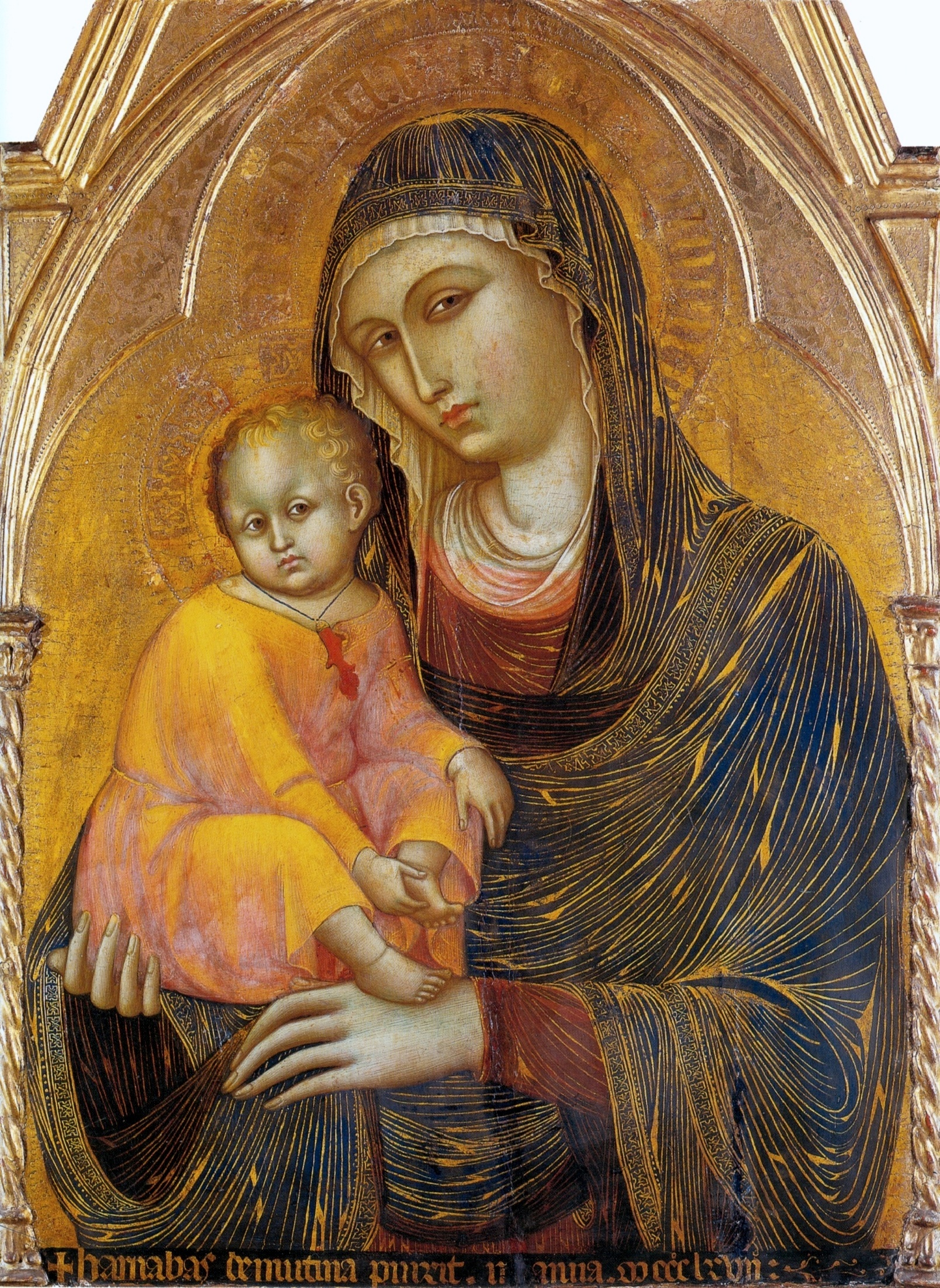
Madonna a gyermekkel Barnaba da Modena, 1367
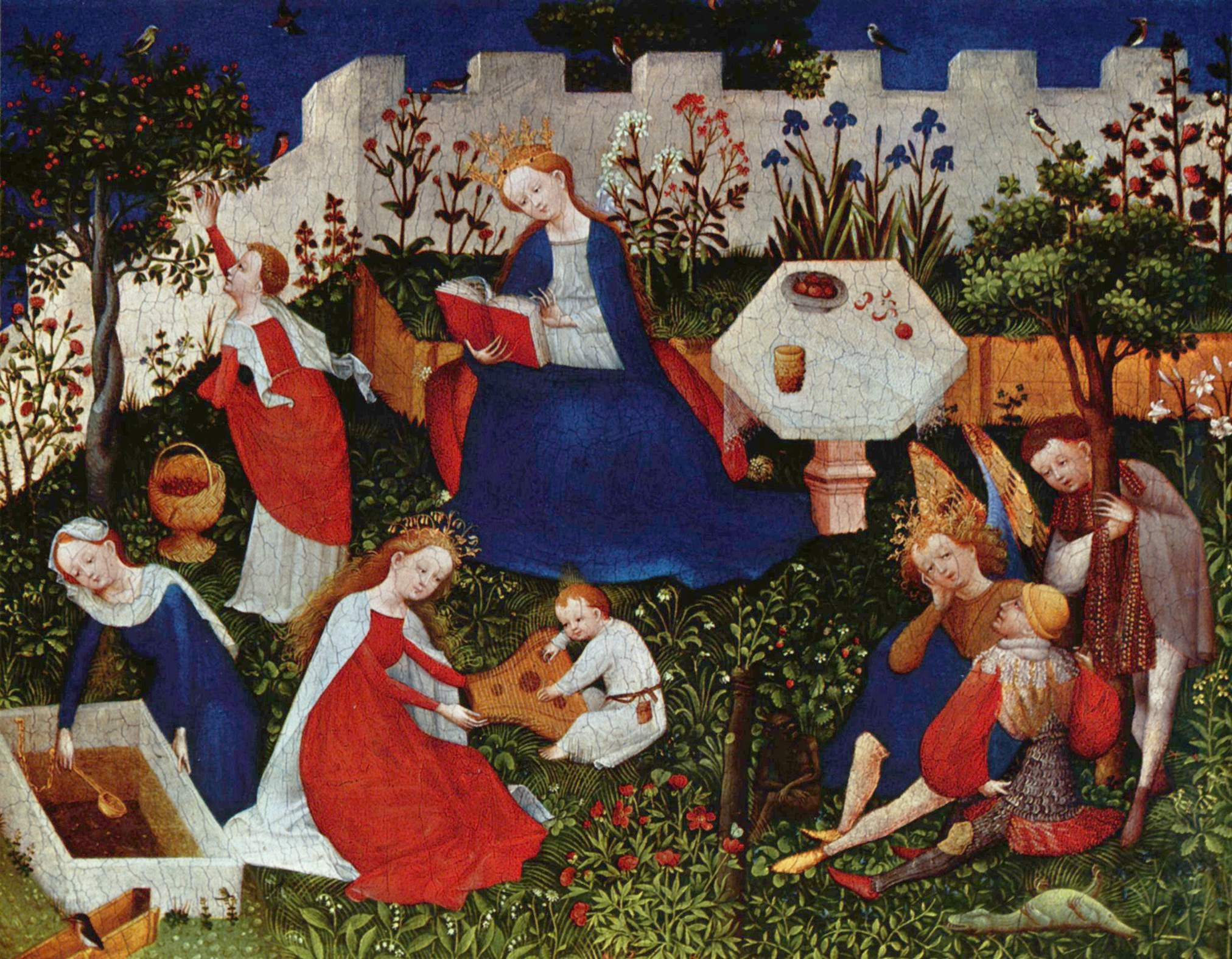
Paradiesgärtlein (Paradicsomi kertecske) Felső-rajnai mester, 1410/1420

### Reneszánsz
Az itáliai reneszánsz gyűjtemény két híres darabja az ideális nő ábrázolása Sandro Botticelli és Bartolomeo Veneto révén. Az idealizált ábrázolás ellenére feltételezhető, hogy a képek élő modell alapján készültek. A Botticelli-képen látható hölgy nyakában egy olyan gemma van, amilyen ismeretes a Mediciek gyűjteményéből. Ennek alapján feltételezik, hogy a kép modellje Simonetta Vespucci, Giuliano de’ Medici szeretője volt. Veneto képén pedig Lucrezia Borgia, a pápa törvénytelen lánya ábrázolását sejtik a művészettörténészek.

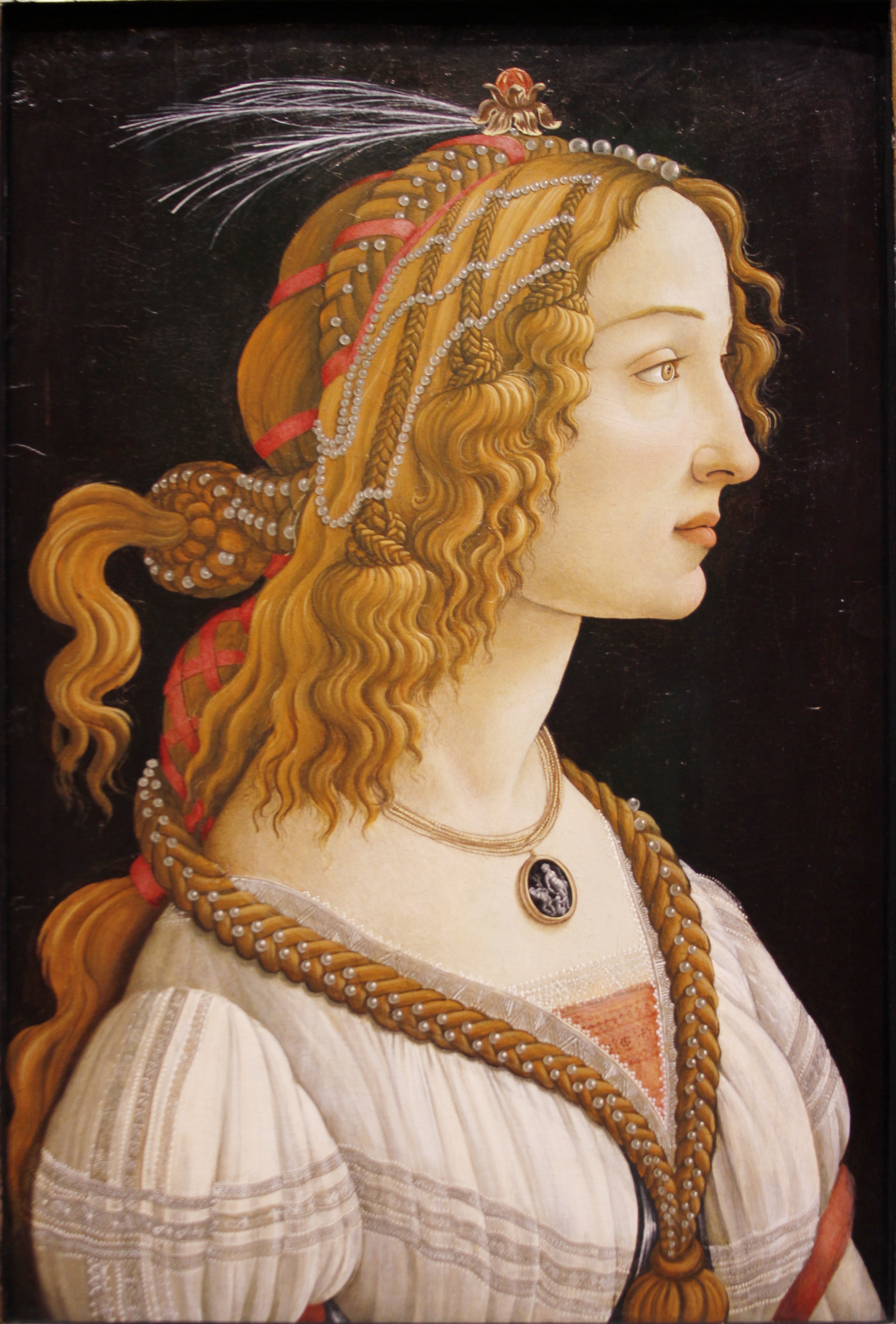
Női ideál Sandro Botticelli, 1480 körül
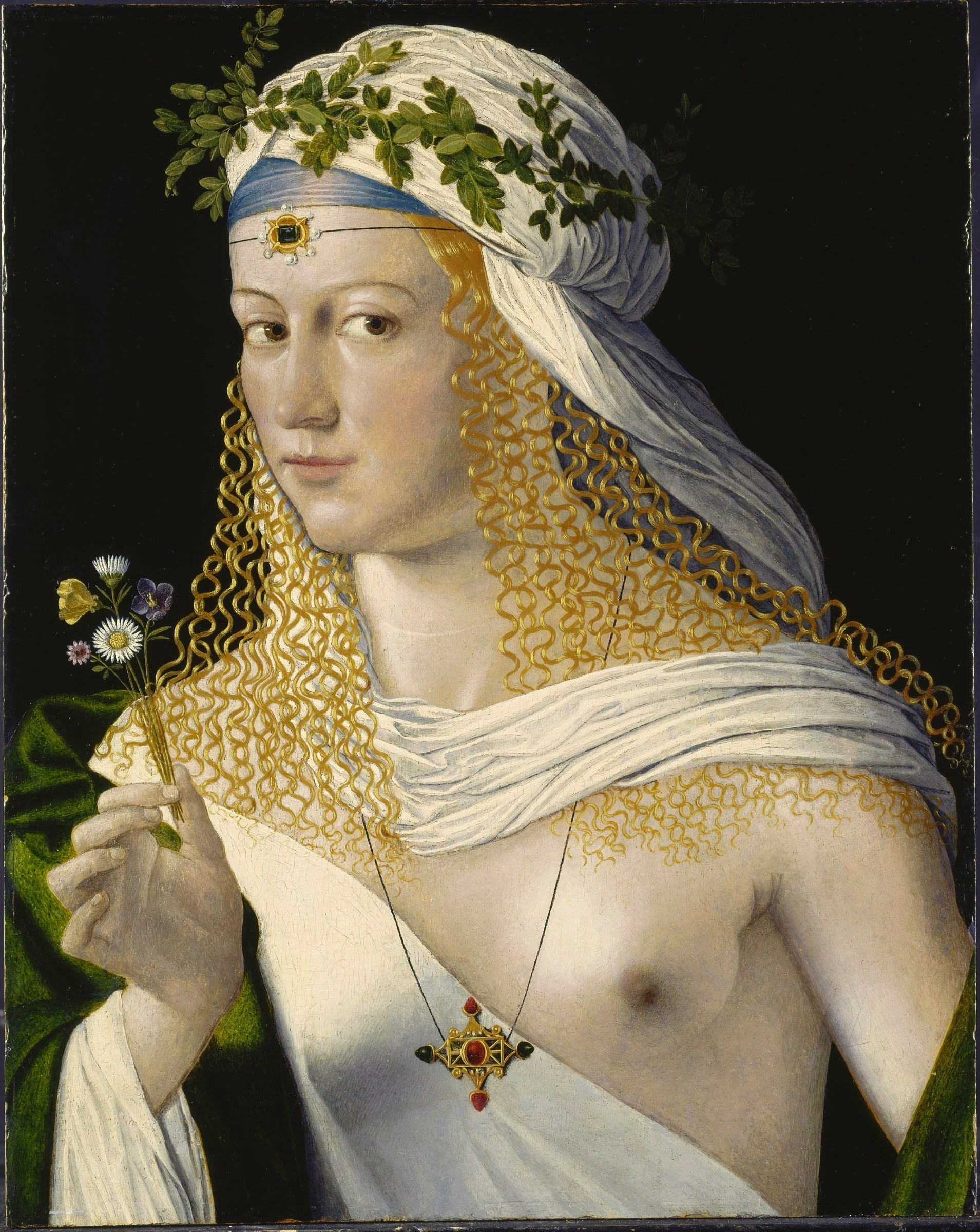
Női ideál Bartolomeo Veneto, 1520/1525 körül

A holland reneszánszot többek között Jan van Eyck képviseli az 1437/1438 körül keletkezett Lucca-Madonnának nevezett képével, ami a Németalföldön 1420 körül kialakult naturalizmus stílusában alkotott korai olajfestmények egyike. Itt látható Hieronymus Bosch 1480 és 1490 közöttire tett Ecce Homo képe is. Több, 1430 körül festett képével szerepel Robert Campin. Ezeket a képeket realizmusuk miatt feltűnésük után egy ideig 20. századinak tartották. A német reneszánsz festészet többek között a frankfurti dominikánus templom oltárfestményével van jelen a kiállításon, ez id. Hans Holbein műve. id. Lucas Cranachtól a Vénusz látható a Städelben.

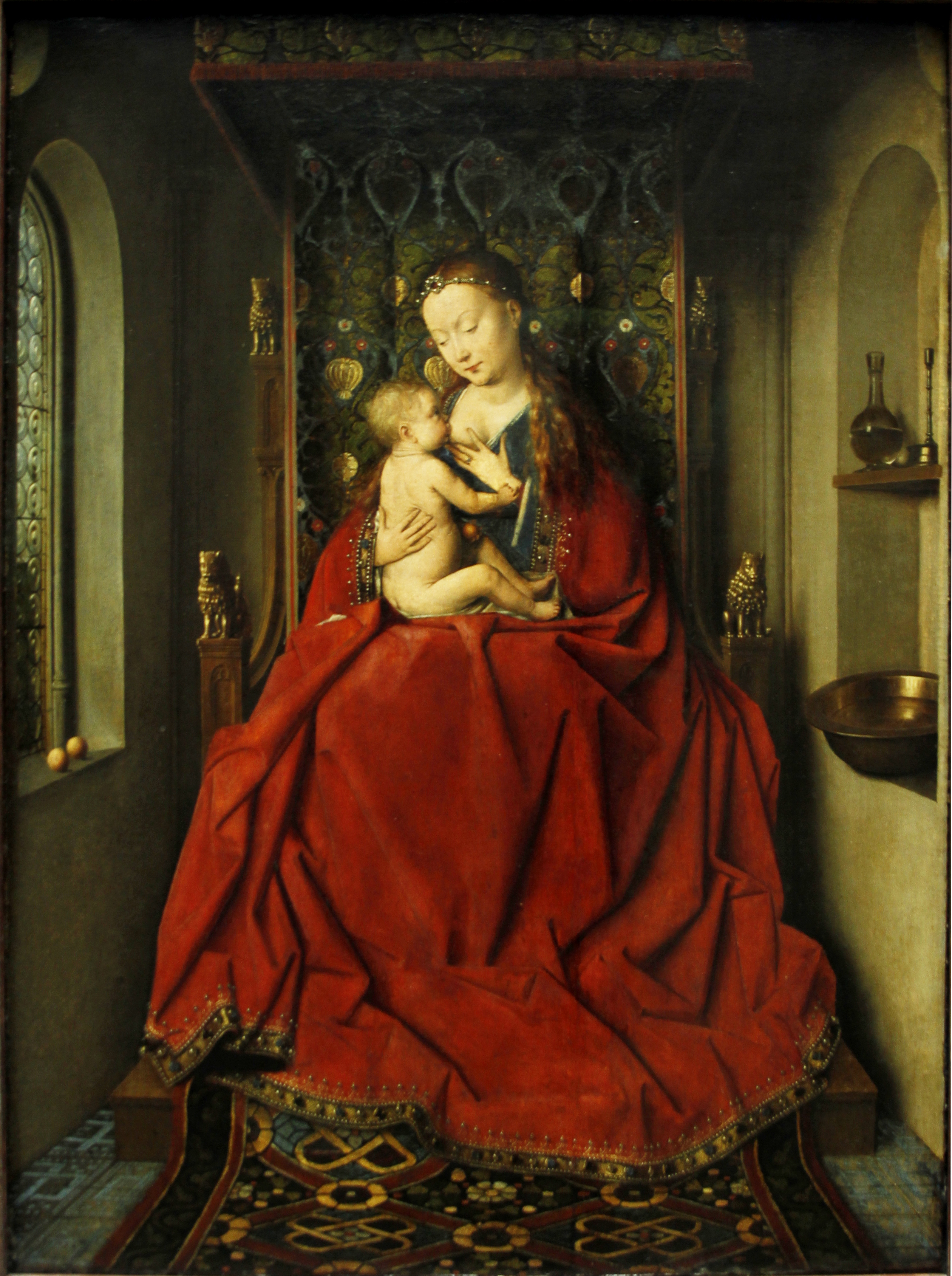
Lucca-Madonna, Jan van Eyck, 1437/1438
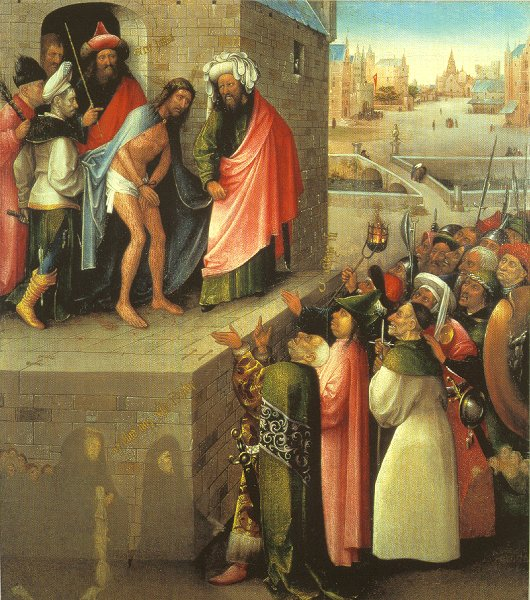
Ecce Homo, Hieronymus Bosch, 1480/1490 körül
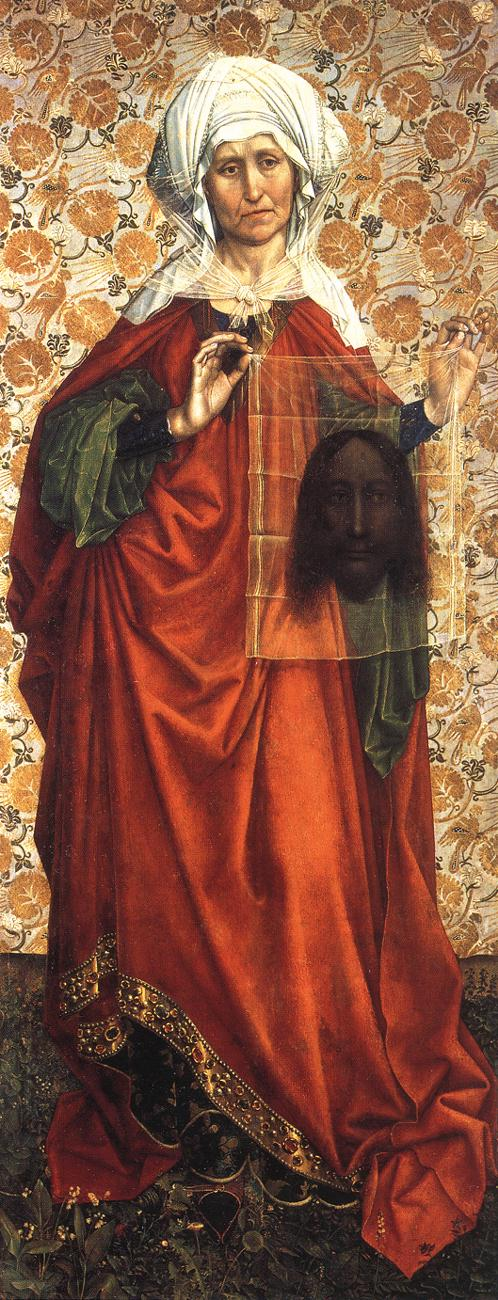
Szent Veronika a kendővel Robert Campin, 1430
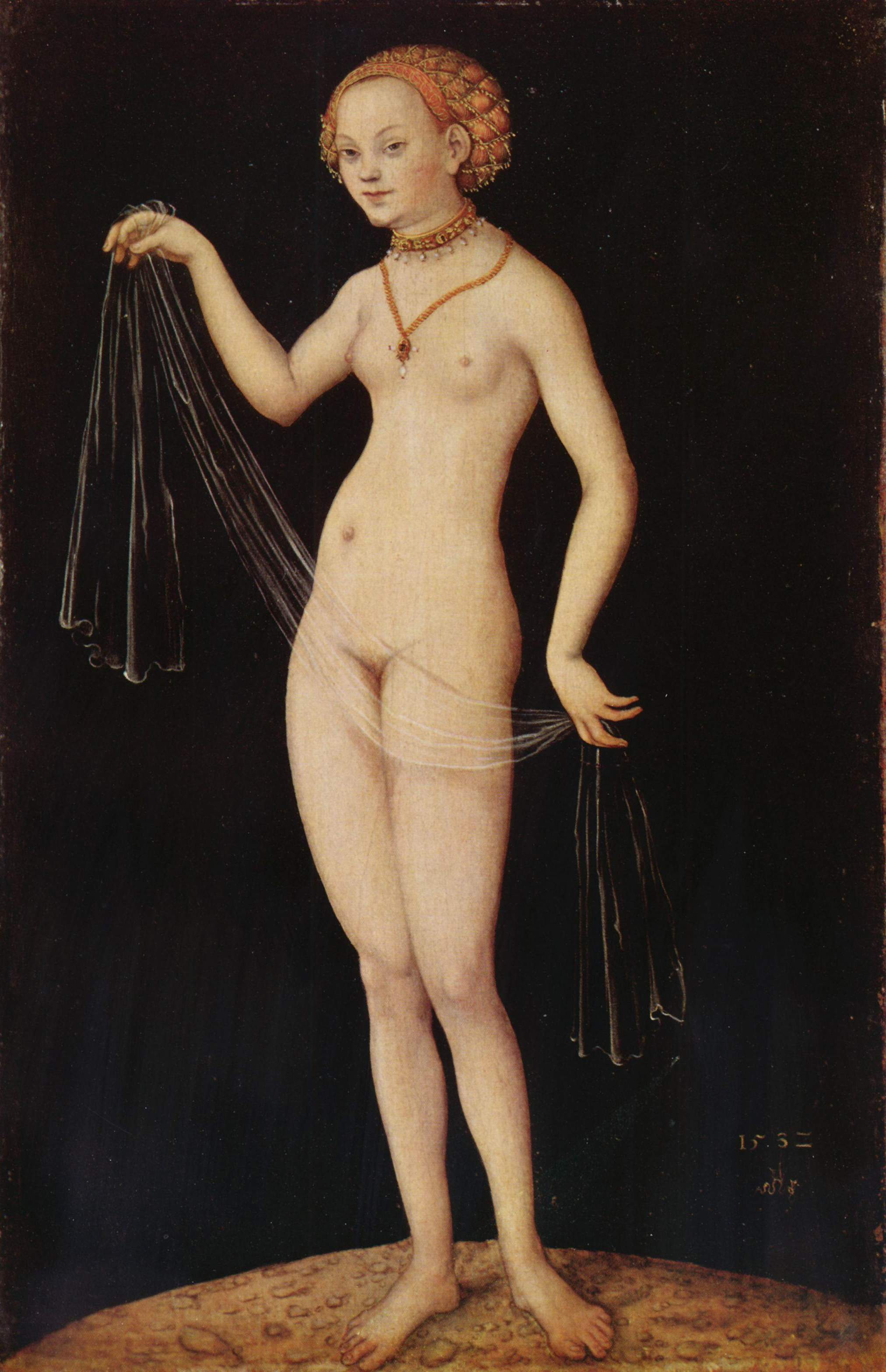
id. Lucas Cranach - Vénusz, 1532
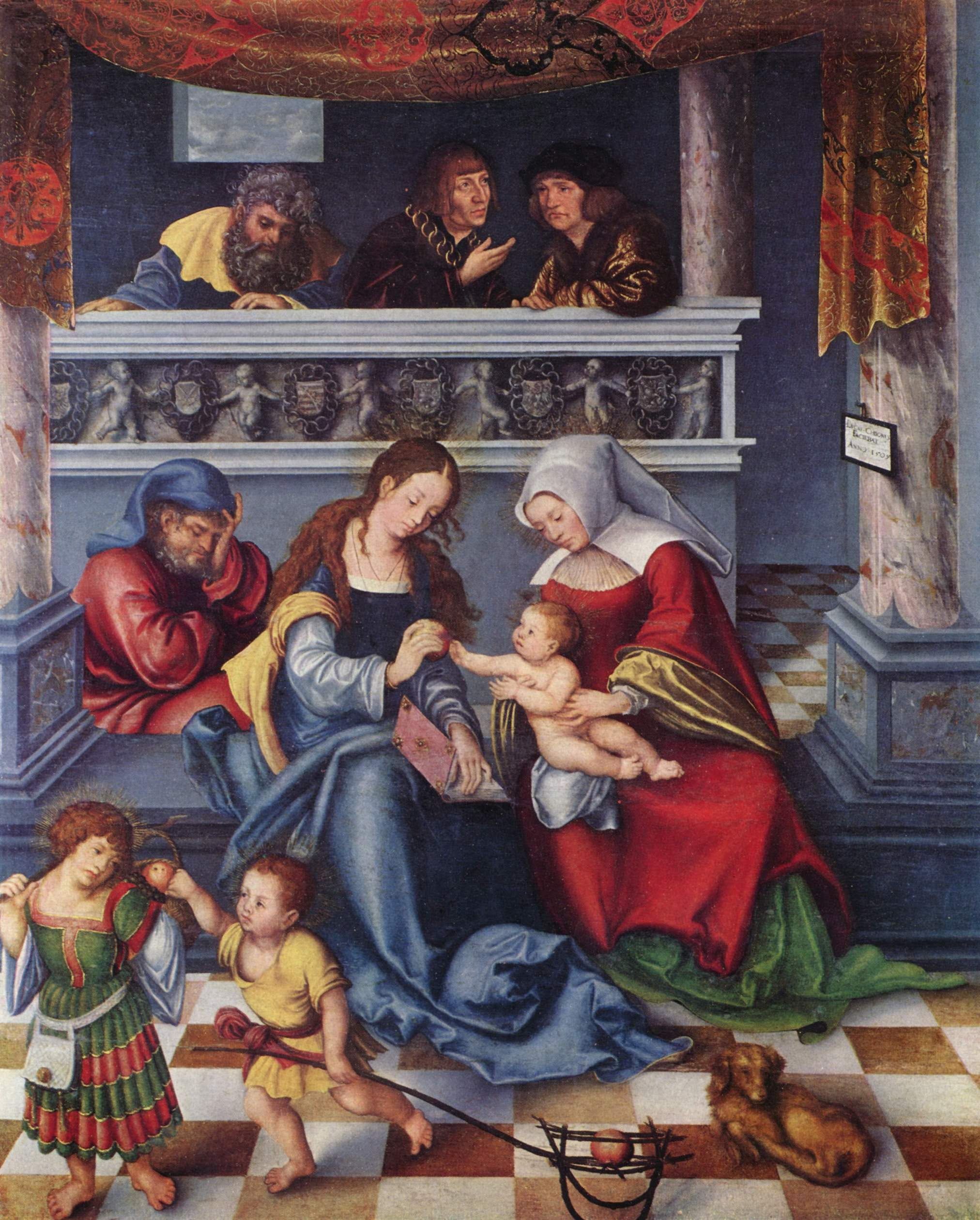
id. Lucas Cranach - a torgaui oltár középső képe, 1509

### Barokk és rokokó
A holland festészet aranykorát Vermeernek a Földrajztudós című, 1668-1669-ben alkotott munkája képviseli, ami a festő Csillagász című képének a párja, mindkettő tudósokat ábrázol munka közben. Rembrandt két remekműve szerepel itt, az egyik a Dávid hárfán játszik Saul előtt a másik pedig a monumentális Sámson megvakítása, amit a nagy holland festő legjelentősebb művei közé sorolnak. A tájképek között látható Jan van Goyen festménye a haarlemi tengeröbölről. Frans Hals két portréja is a gyűjtemény büszkeségei tartozik. Az olasz barokk festőjének, Canalettonak egyik velencei látképe pedig a 18. században egyre népszerűbbé váló városi látképek egyik kiemelkedő darabja. A kor német festészetének itt bemutatott egyik legjelentősebb alkotása Johann Heinrich Wilhelm Tischbein képe Goethéről.

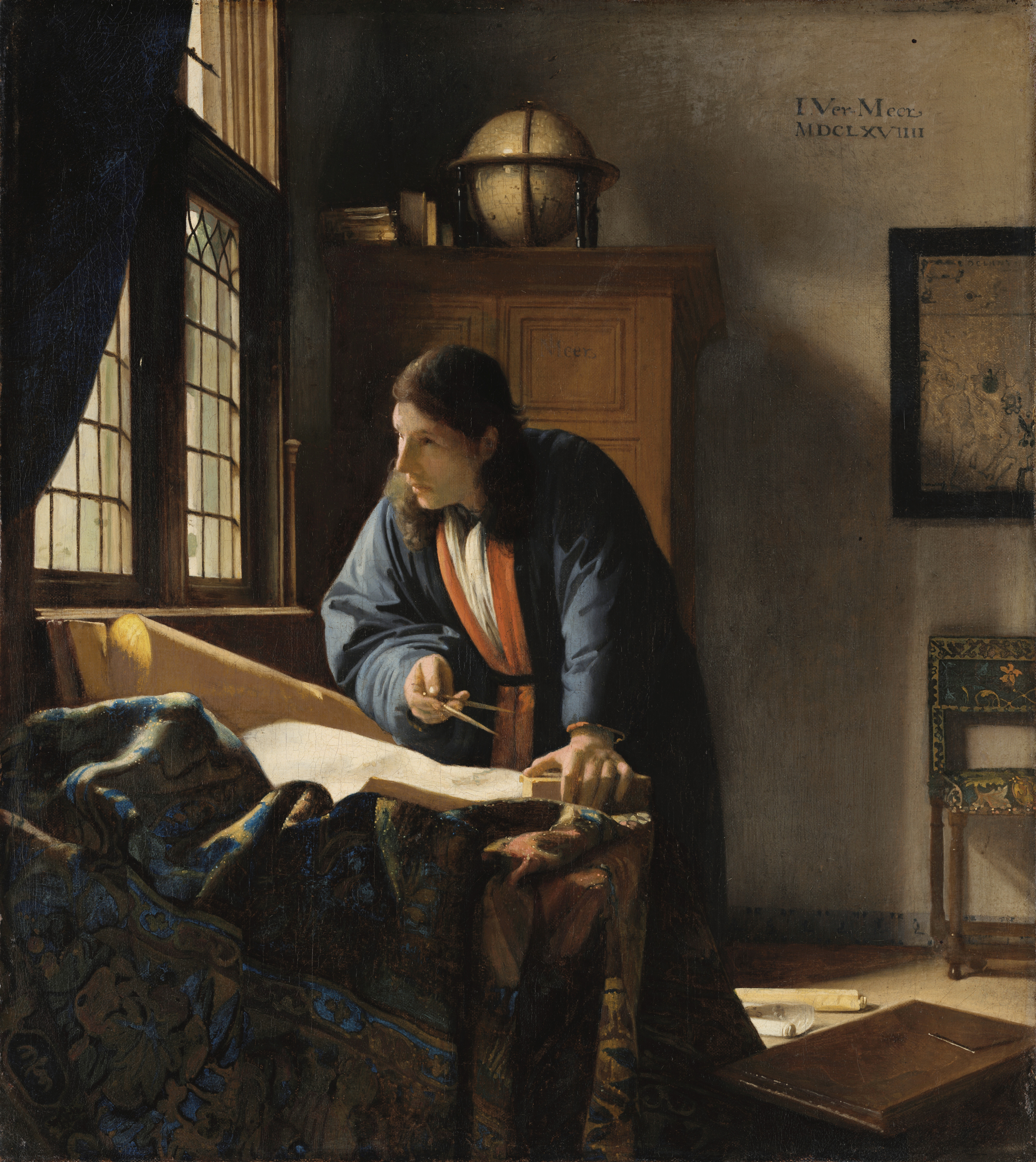
Jan Vermeer van Delft: A földrajztudós, 1669
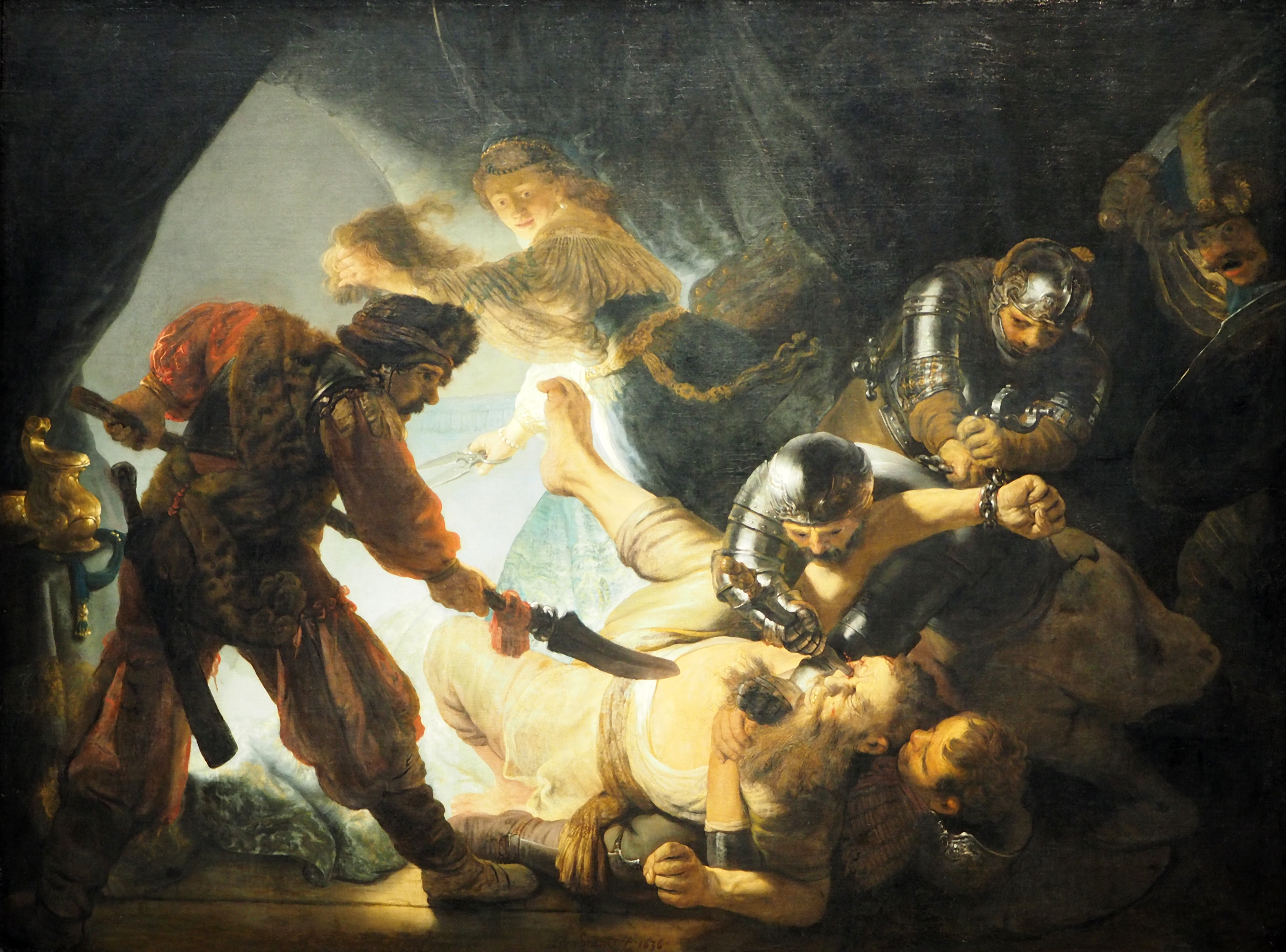
Rembrandt: Sámson megvakítása , 1636
Jan van Goyen: A haarlemi öböl, 1656
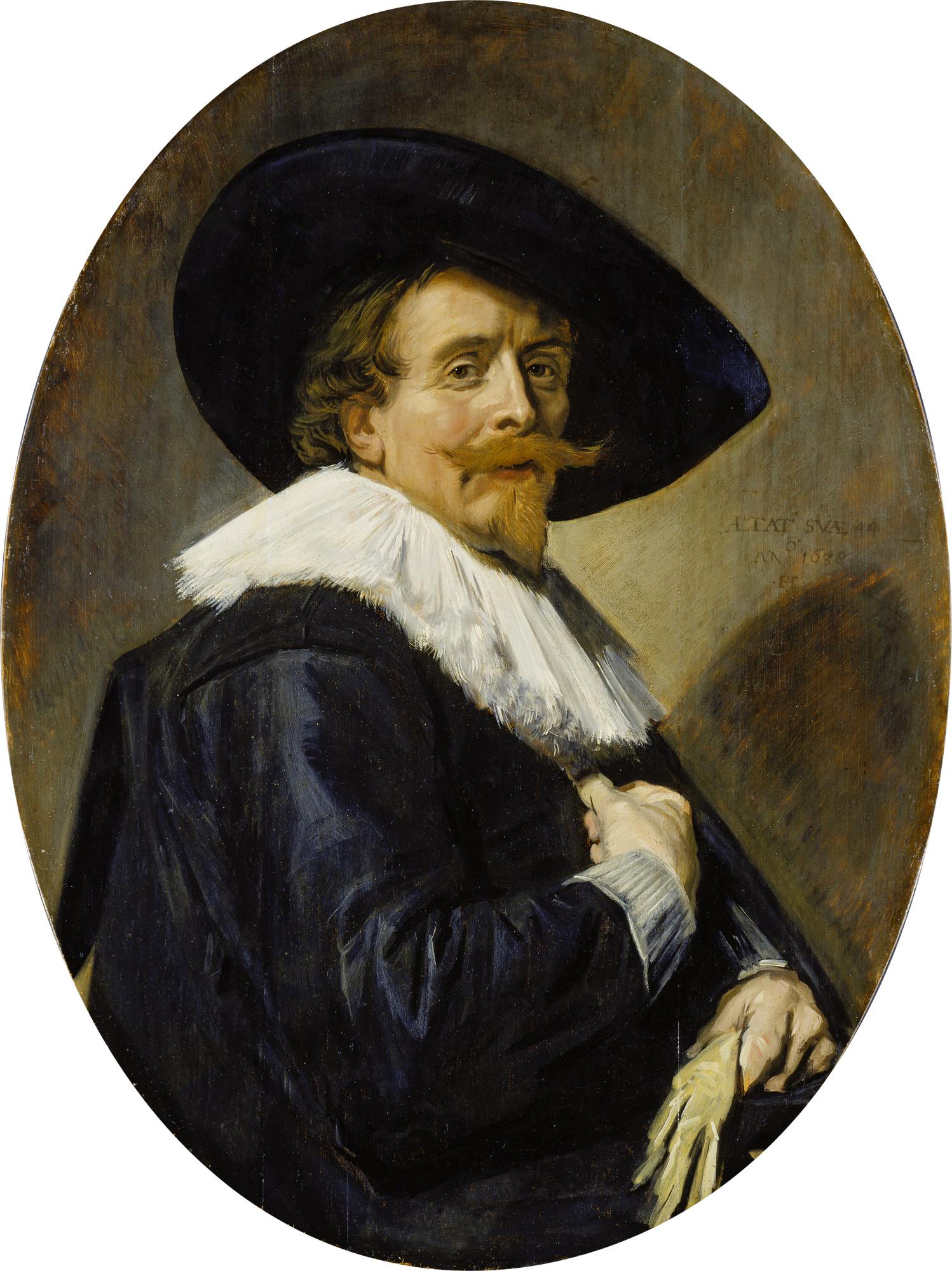
Frans Hals: Férfiportré, 1638
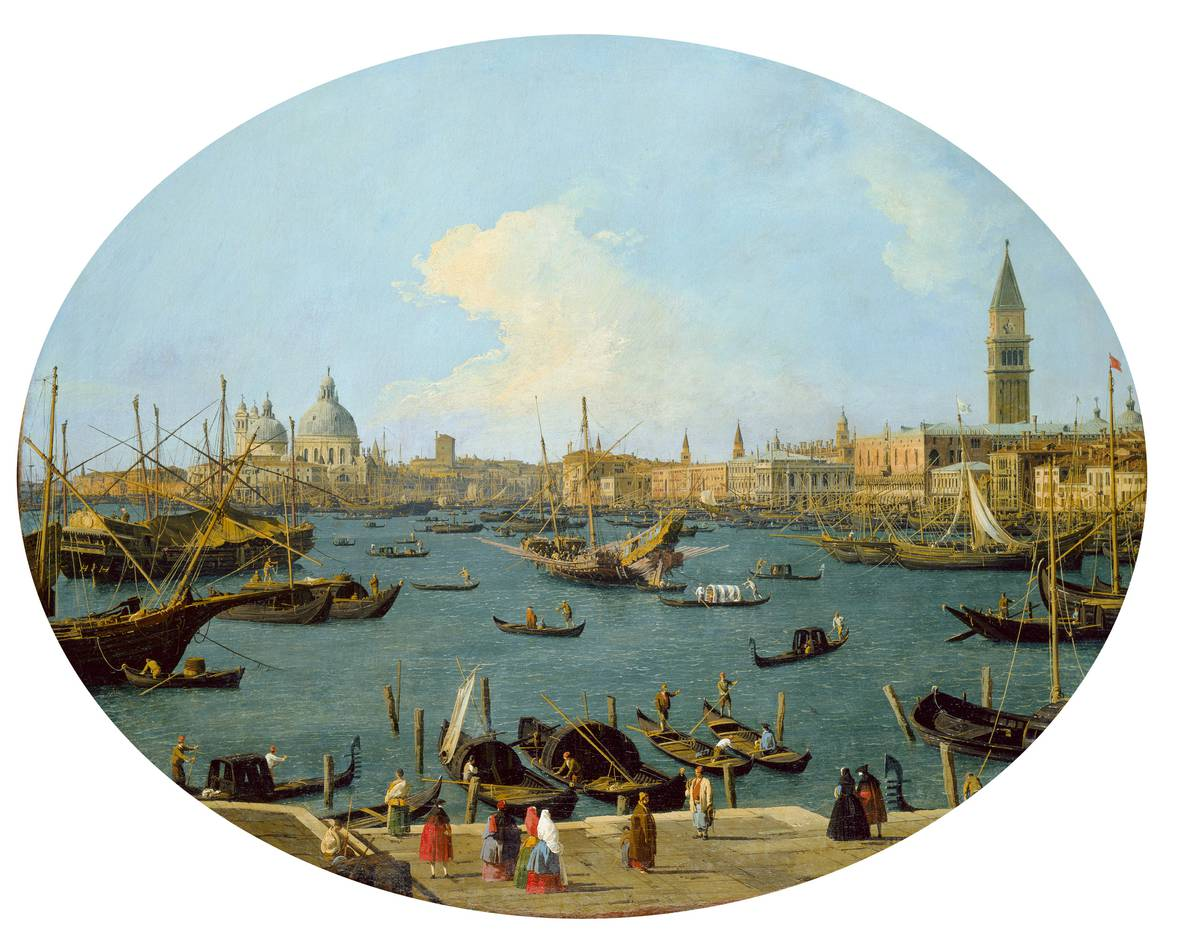
Canaletto: Velencei látkép a Riva degli Schiavoniról, 1730/1740 körül
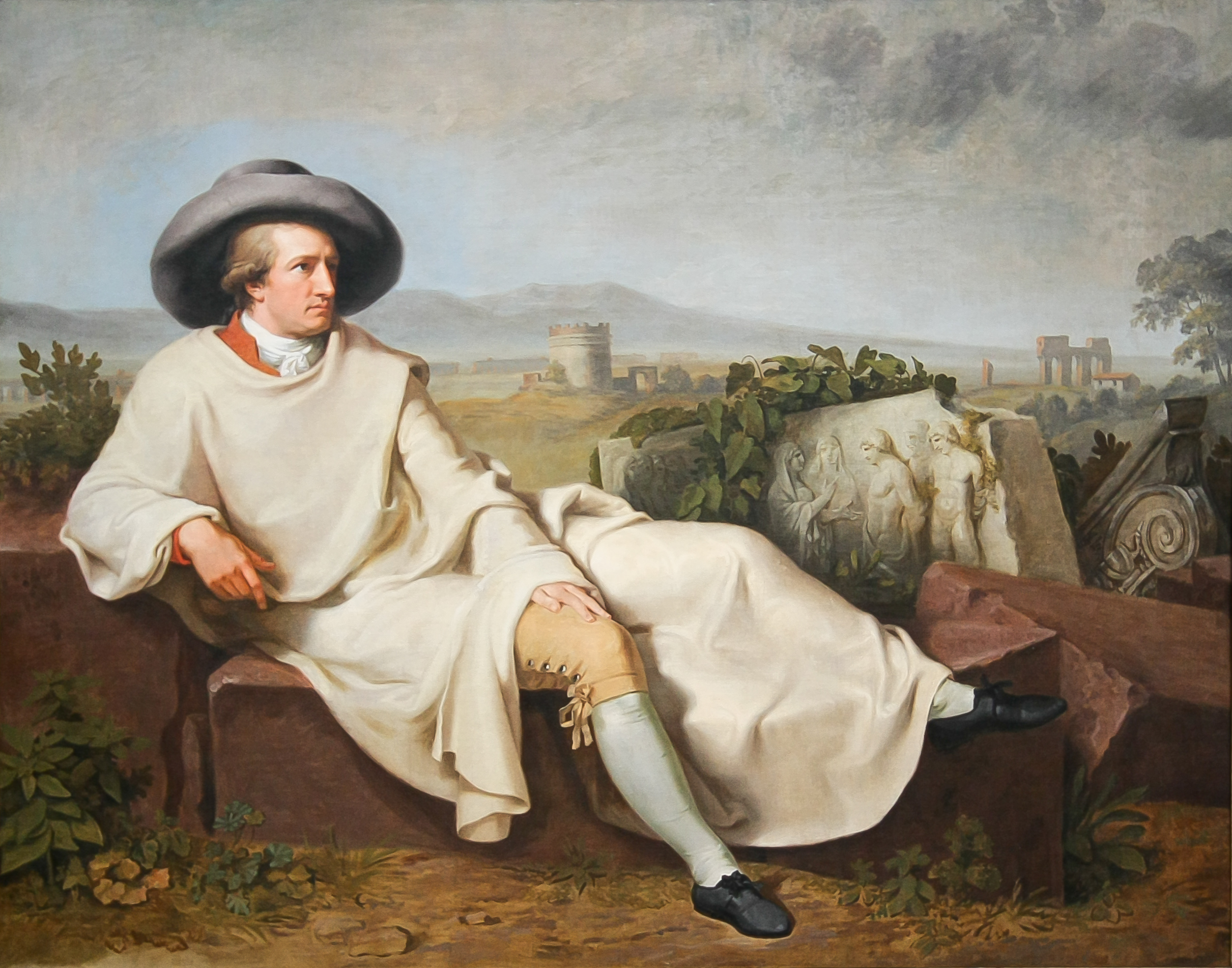
Johann Heinrich Wilhelm Tischbein: Goethe in der Campagna, 1787

### 19. század
A 19. századi festészet itteni gazdag gyűjteményében olyan művészek alkotásai szerepelnek, mint Eugène Delacroix, Jean-Baptiste Camille Corot, Gustave Courbet, Charles-François Daubigny. A múzeum otthona, Frankfurt am Main számára különösen érdekes Courbet képe a városról az Alte Brücke híddal. A francia impresszionizmust Claude Monet, Édouard Manet, Edgar Degas és Pierre-Auguste Renoir alkotásai képviselik. Odilon Redon festménye viszont már a szimbolizmus stílusában született.
A kor jelentős német festői közül különösen fontosak Karl Friedrich Lessing, Caspar David Friedrich, Carl Spitzweg, Paul Klimsch és Max Liebermann itt látható alkotásai. A svájci Arnold Böcklin és az olasz-osztrák Giovanni Segantini képei már a szimbolizmushoz tartoznak.

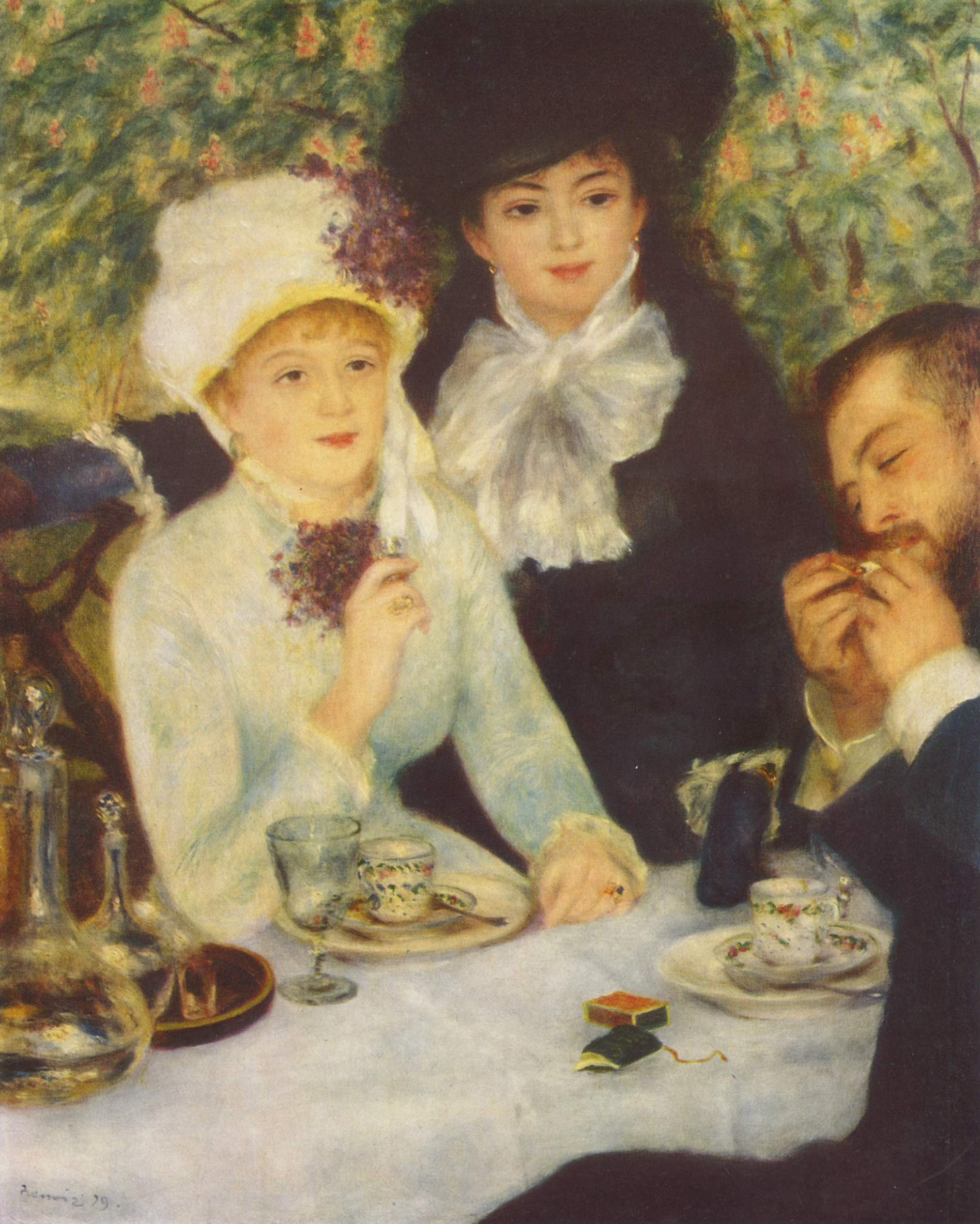
A reggeli végén Pierre-Auguste Renoir, 1879
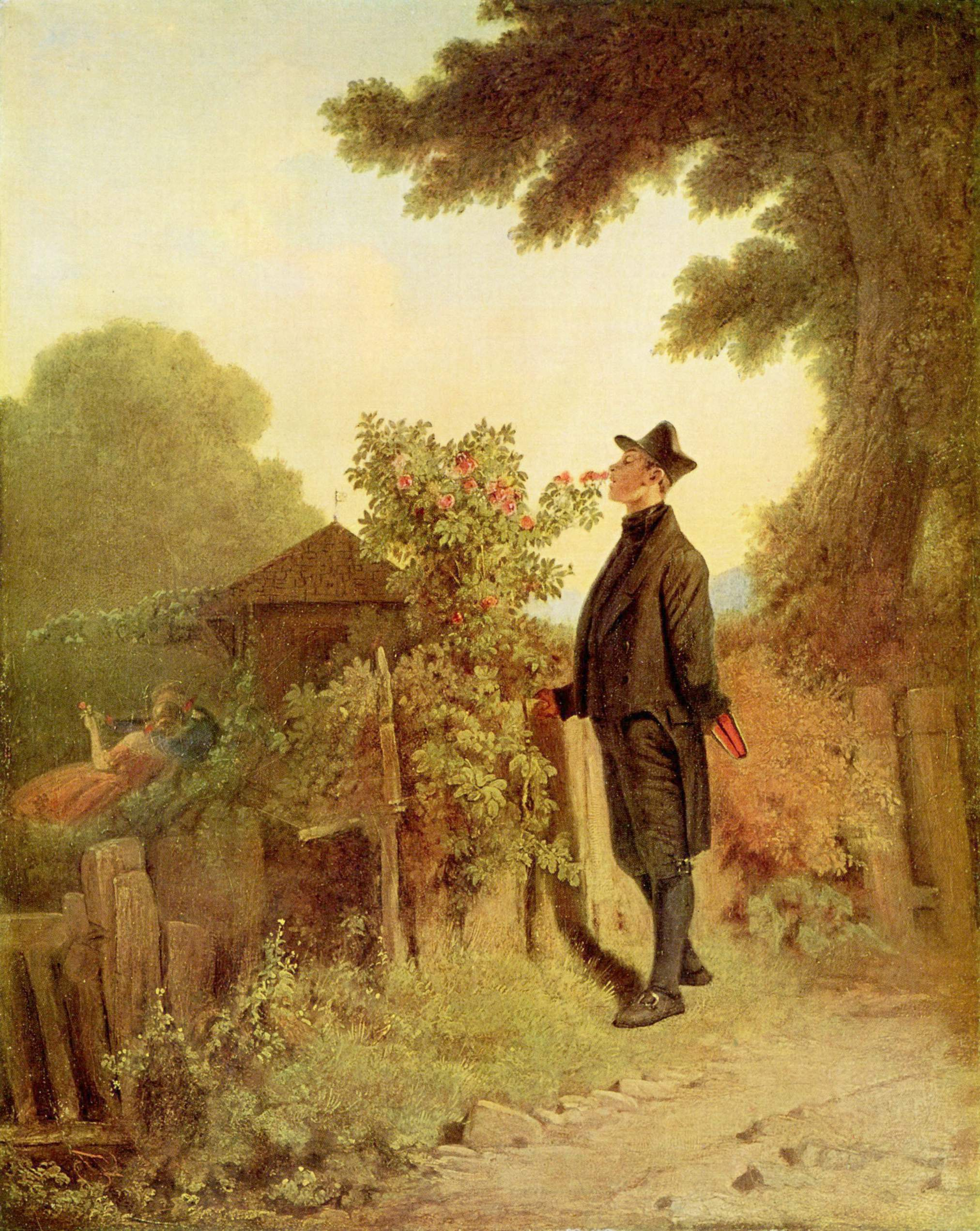
Rózsaillatú emlék Carl Spitzweg, 1850
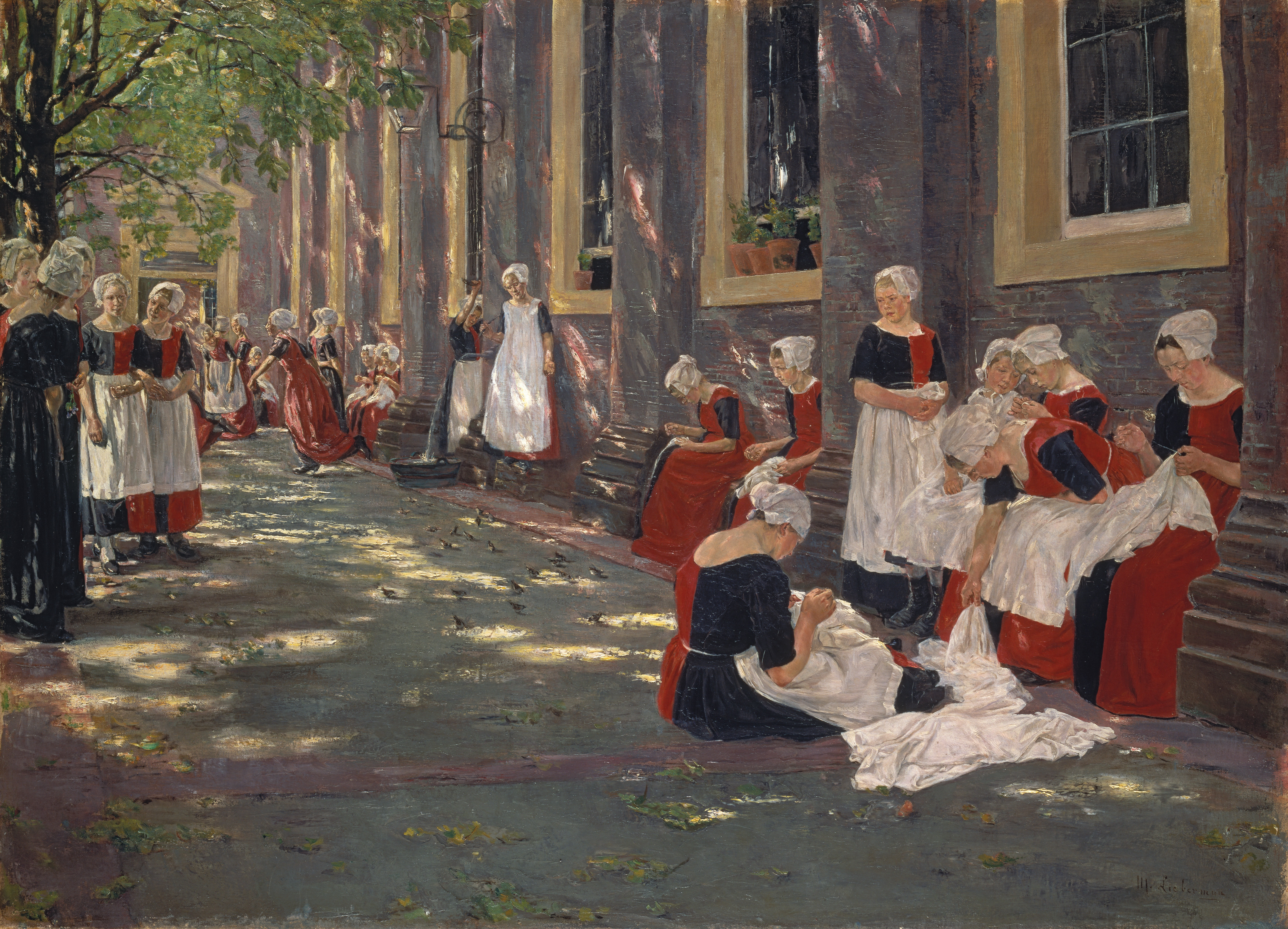
Az amszterdami árvaház udvara Max Liebermann, 1881/1882
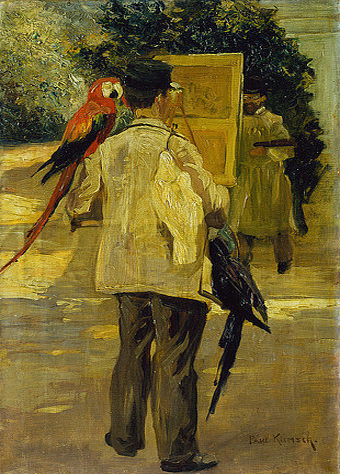
A papagájszelidítő Paul Klimsch, 1901

### Modernek

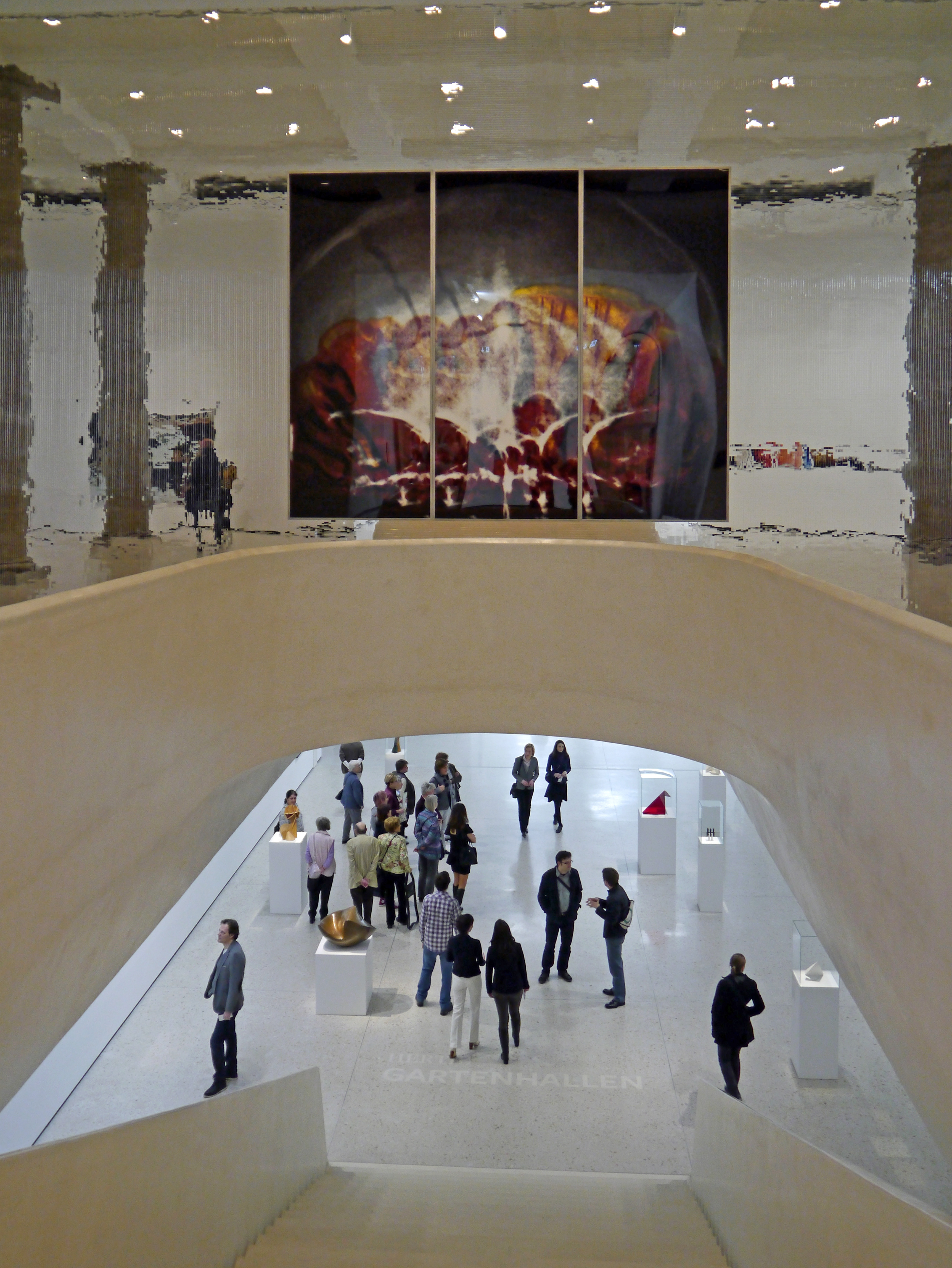
Lejárat a felszín alatt térbe: Jelenkori művészet 1945–től máig

A 20. századi modern képzőművészet minden jelentős irányzata megtalálható a Städel gyűjteményében. A kubizmust Pablo Picasso 1909-es portréja képviseli akkori élettársáról, Fernande Olivierről. Henri Matisse 1911 és 1913 között festett csendélete viszont a fauvizmus jellegzetes alkotása. Az expresszionizmus számos alkotása is megtalálható a gyűjteményben, mint Franz Marc festménye, a Fekvő kutya a hóban; Ernst Ludwig Kirchner Varieté (Angol táncospár) című képe, és August Macke Két lány című alkotása.

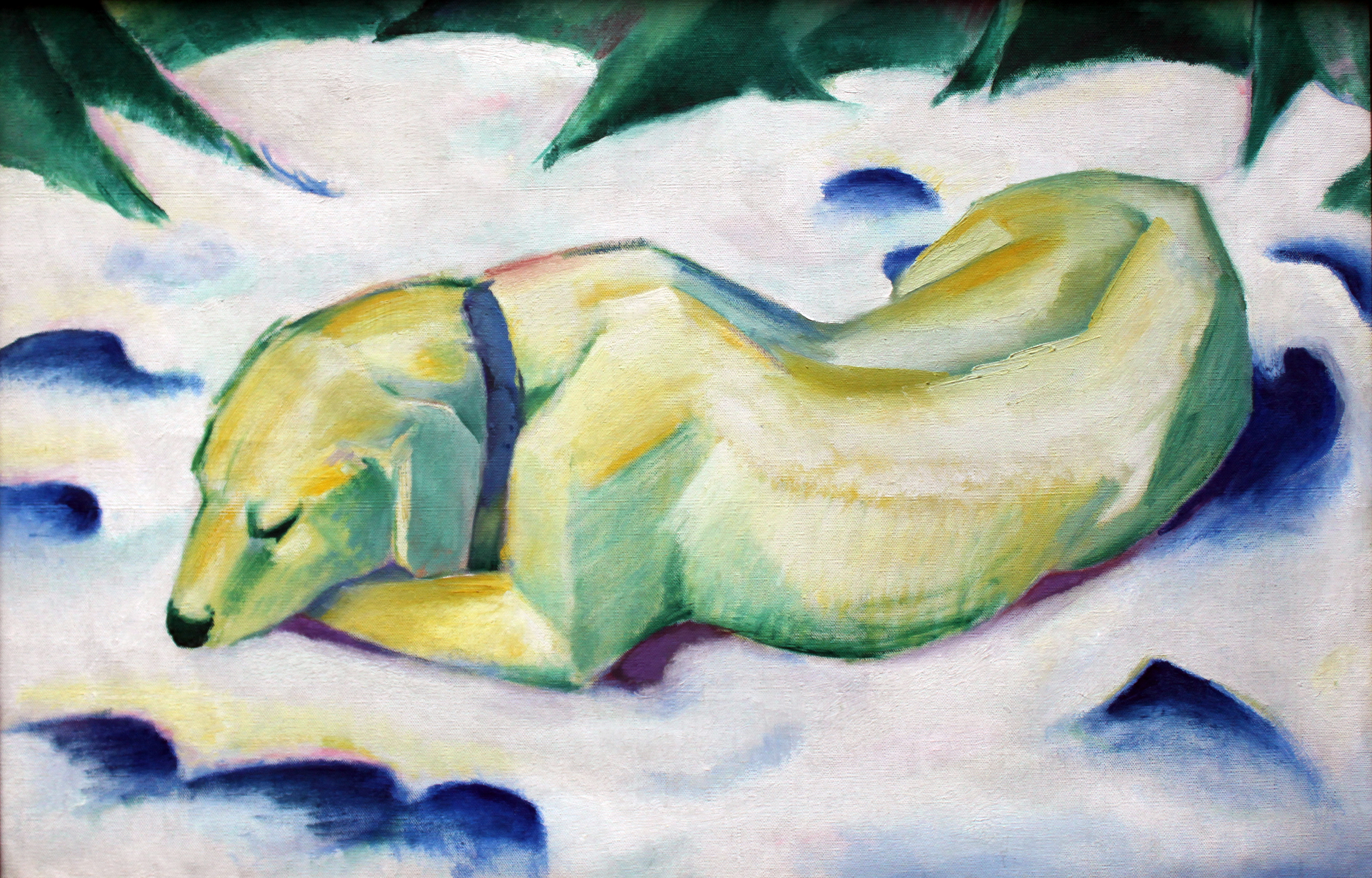
Franz Marc: Fekvő kutya a hóban, 1910/1911
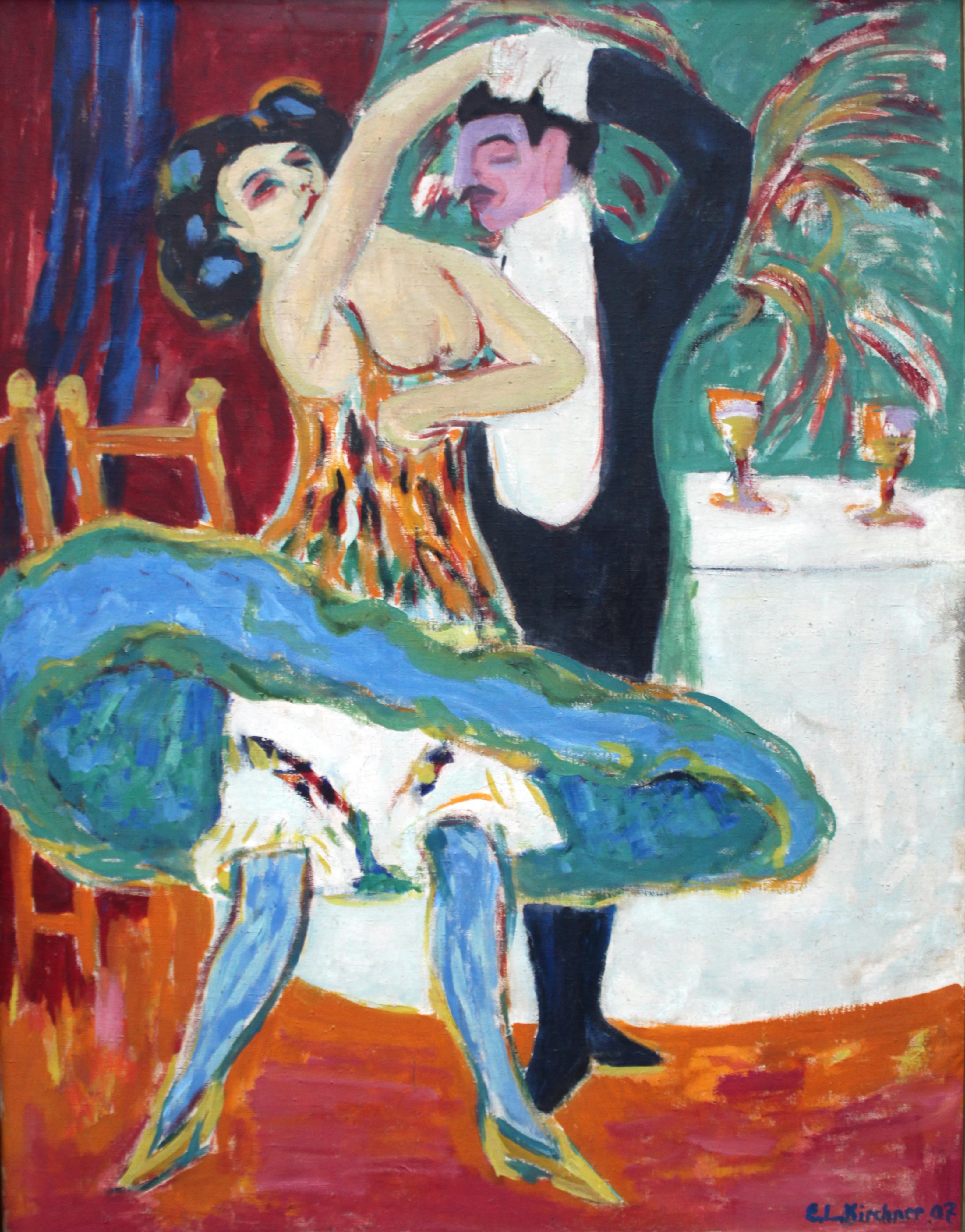
Ernst Ludwig Kirchner: Varieté (Angol táncospár), 1912/1913
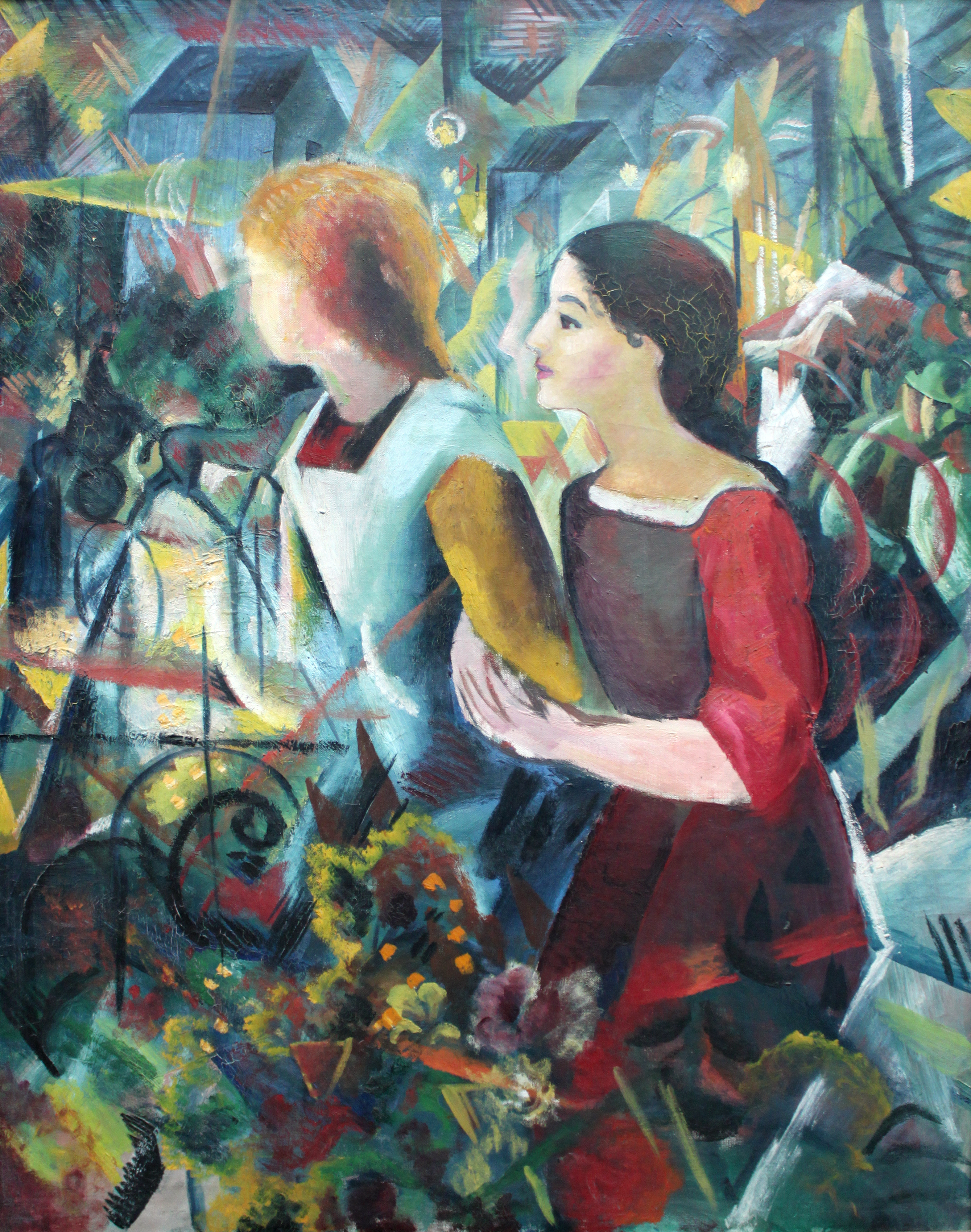
August Macke: Két lány, 1913

### Jelenkori művészet
A jelenkori művészet alkotásainak elhelyezésére a 2012-ben megnyitott hatalmas új, felszín alatti kiállítótér szolgál. Az itteni egyik legnevezetesebb mű Francis Bacons 1957-es alkotása, amit Eisenstein Patyomkin páncélos című filmjének a híres odesszai Patyomkin-lépcsőn játszódó jelenete ihletett.
A jelenkori festők között számos neves német művész szerepel alkotásaival, mint Georg Baselitz, Jörg Immendorff, Martin Kippenberger, Gerhard Richter és Sigmar Polke. A kortárs külföldi festők között megemlítendők Yves Klein, Richard Serra, Wolf Vostell, Anselm Kiefer és Donald Judd munkái. Andy Warhol egy szitanyomással készült munkáját ajándékozta a múzeumnak 1982-ből, amelyen Warhol Tischbein ugyancsak a Städelben látható Goethe-festményét dolgozta fel.

### Fotóművészet
A fotóművészeti részleg a legfiatalabb a Städel gyűjteményei közül. Alapját a frankfurti Deutsche Zentral-Genossenschaftsbank által a múzeumnak 2008-ban átadott kortárs kollekció szolgált, amelyben Nobuyoshi Araki, Thomas Demand, Andreas Gursky, David Hockney, Candida Höfer, Marie-Jo Lafontaine, Thomas Ruff, Katharina Sieverding, Thomas Struth, Hiroshi Sugimoto, Wolfgang Tillmans, Jeff Wall és Andy Warhol művei szerepeltek.
Később további jelentős gyűjteményekhez, alkotásokhoz jutott a múzeum, és ennek révén a részleg be tudja mutatni a fotóművészet fejlődését a kezdetektől a századforduló piktorializmusán át a klasszikus modern fényképészetig. Az alkotók között van Eugène Atget, Brassaï, Julia Margaret Cameron, André Kertész, Heinrich Kühn, Dora Maar, Eadweard Muybridge, Nadar, Man Ray, Erich Salomon, August Sander, Edward Steichen és Alfred Stieglitz.
A klasszikus moderntől a kortárs fényképészetig terjedő időszakból, beleértve a Bauhaus fényképészetét, említésre érdemes Leopold Ahrendts, Gertrud Arndt, Hugo Erfurth, Rudolf Koppitz, Heinrich Kühn, Man Ray, Albert Renger-Patzsch, Franz Roh, Werner Rohde, August Sander és Otto Steinert munkássága.
A fotóművészeti részleg az egyes korszakok fényképészetét a festészet és a szobrászat fejlődésével együtt mutatja be.

### Grafikai gyűjtemény
A Städel 100 000 darabot meghaladó, a késő középkortól a modernekig terjedő grafikai gyűjteménye Németország legjelentősebb ilyen gyűjteményei közé tartozik. Számos híres művész rajzai szerepelnek a múzeum kiállításán, például Tiziano Vecellio, Albrecht Dürer, Rembrandt munkái.

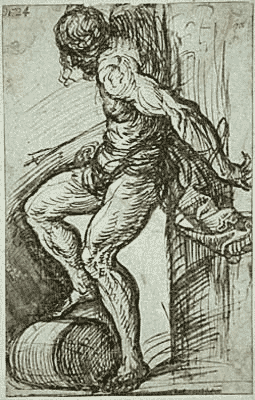
Szent Sebestyén-tanulmány, Tiziano Vecellio, 1522 előtt
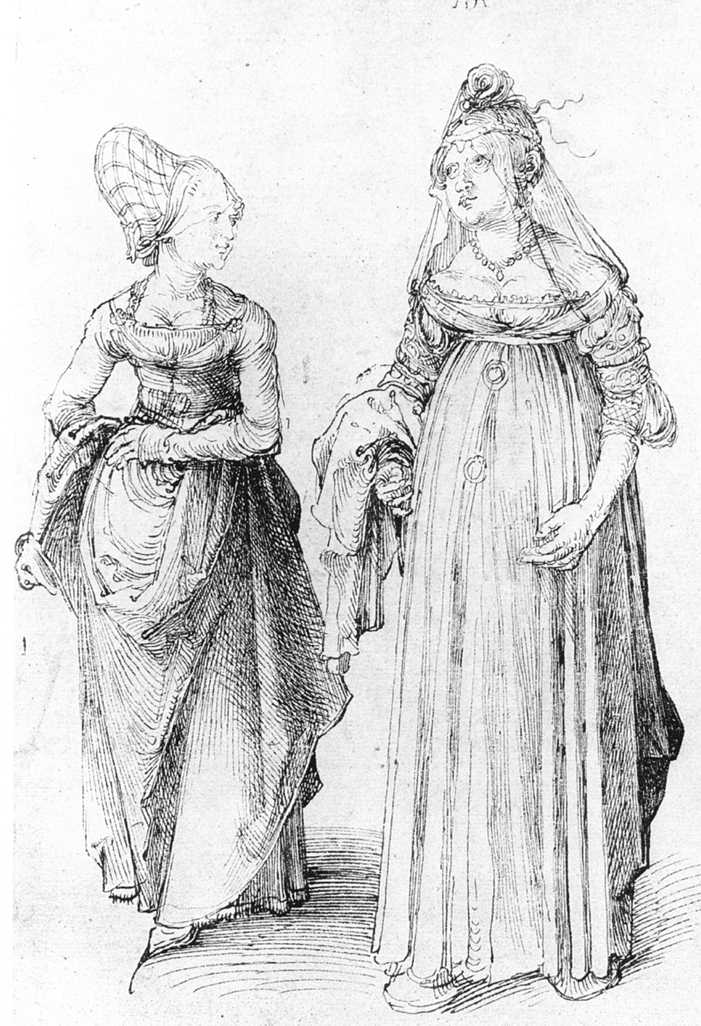
Nürnbergi és velencei nő Albrecht Dürer, 1495 körül
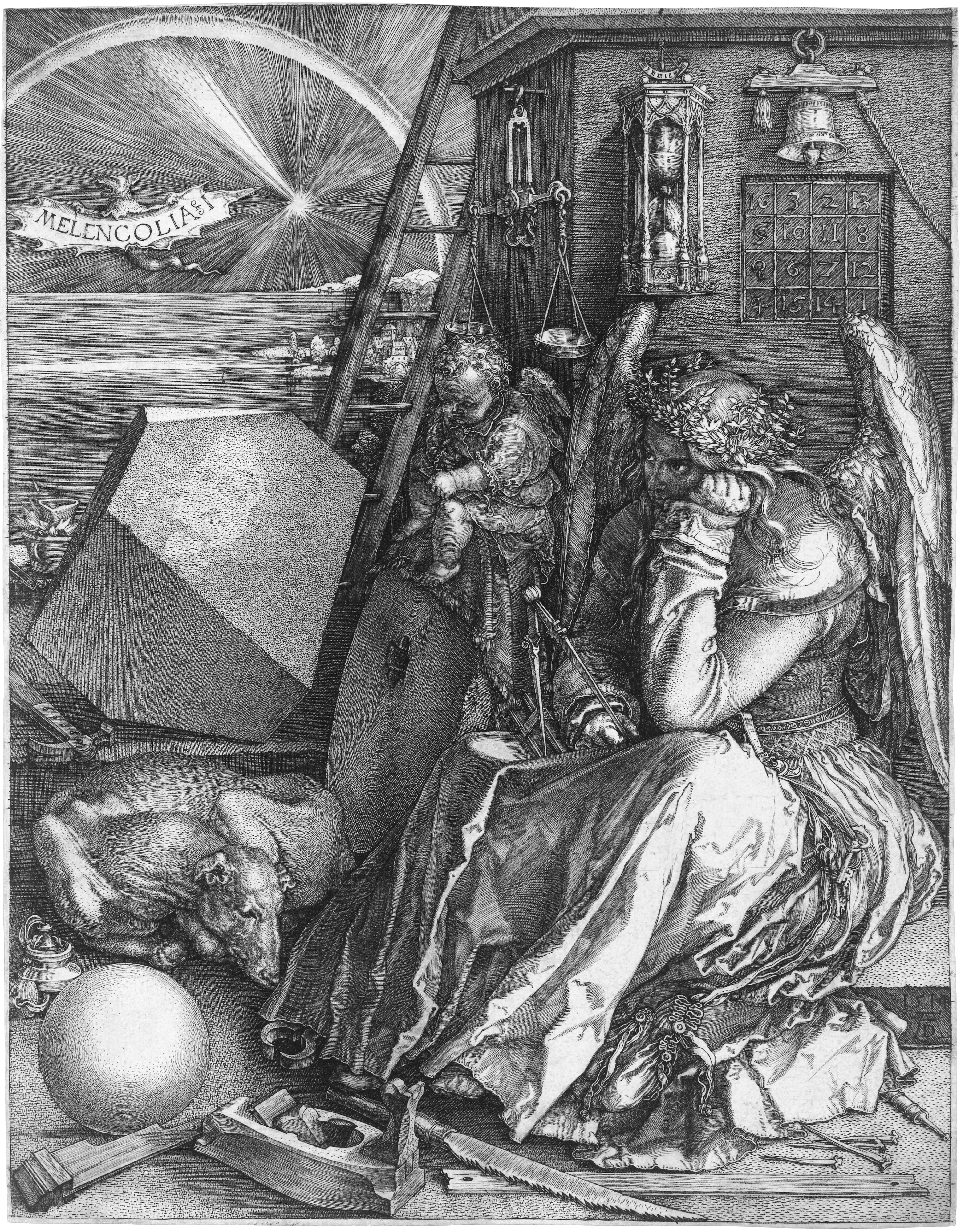
Melankólia Albrecht Dürer, 1514
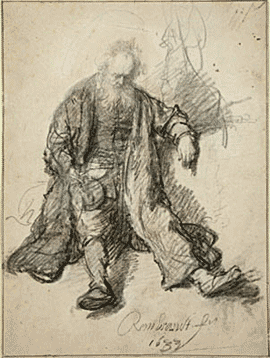
Az ittas Lot Rembrandt, 1630/1631

A későbbi grafikai munkák közül kiemelkedik Eugène Delacroix pasztellkréta-rajza, a Naplemente. További kiemelkedő rajzok láthatók itt Paul Cezanne, Ernst Ludwig Kirchner, Pablo Picasso és Jackson Pollock kezétől.

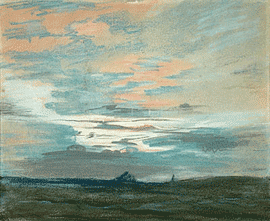
Naplemente Eugène Delacroix, 1850 körül
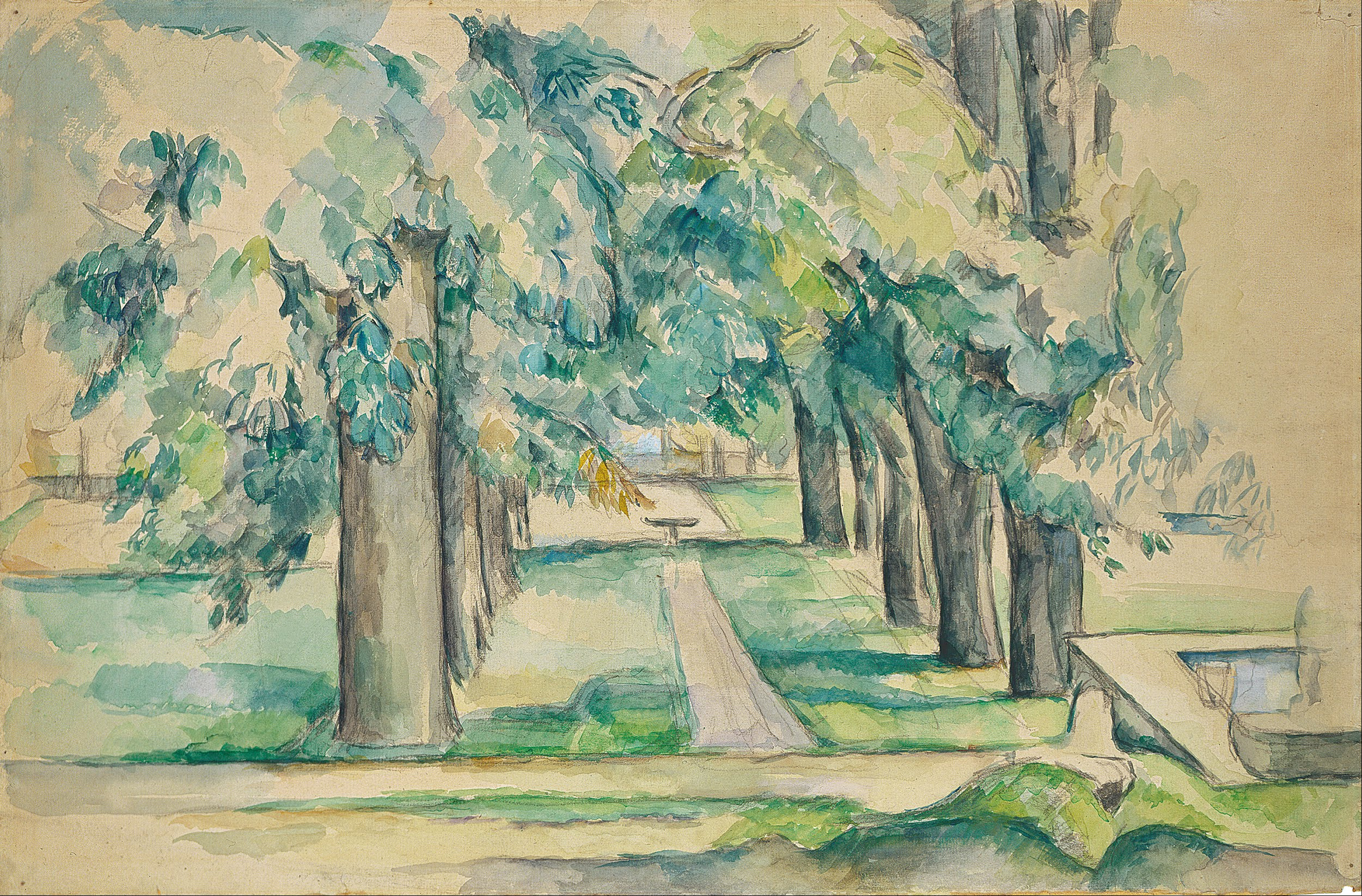
Allée des Marronniers au ‚Jas de Bouffan‘ Paul Cezanne, 1884/1887

### Szobrok
A Städel szobrászati gyűjteményében körülbelül 600 alkotást őriznek, melyeknek egyszerre csak egy töredéke van kiállítva. Ezek közül az egyik legismertebb Auguste Rodin Eva című szobra. A szobor modellje a mű készítésének idején terhes volt, ezért a szobor tulajdonképpen nincs befejezve, amit az arcon és a nyugtalan felületeken láthatunk. Ezt a fajta felületkezelést Rodin végül újításnak tekintette, ezzel vezette be új, impresszionista alkotó fázisát.

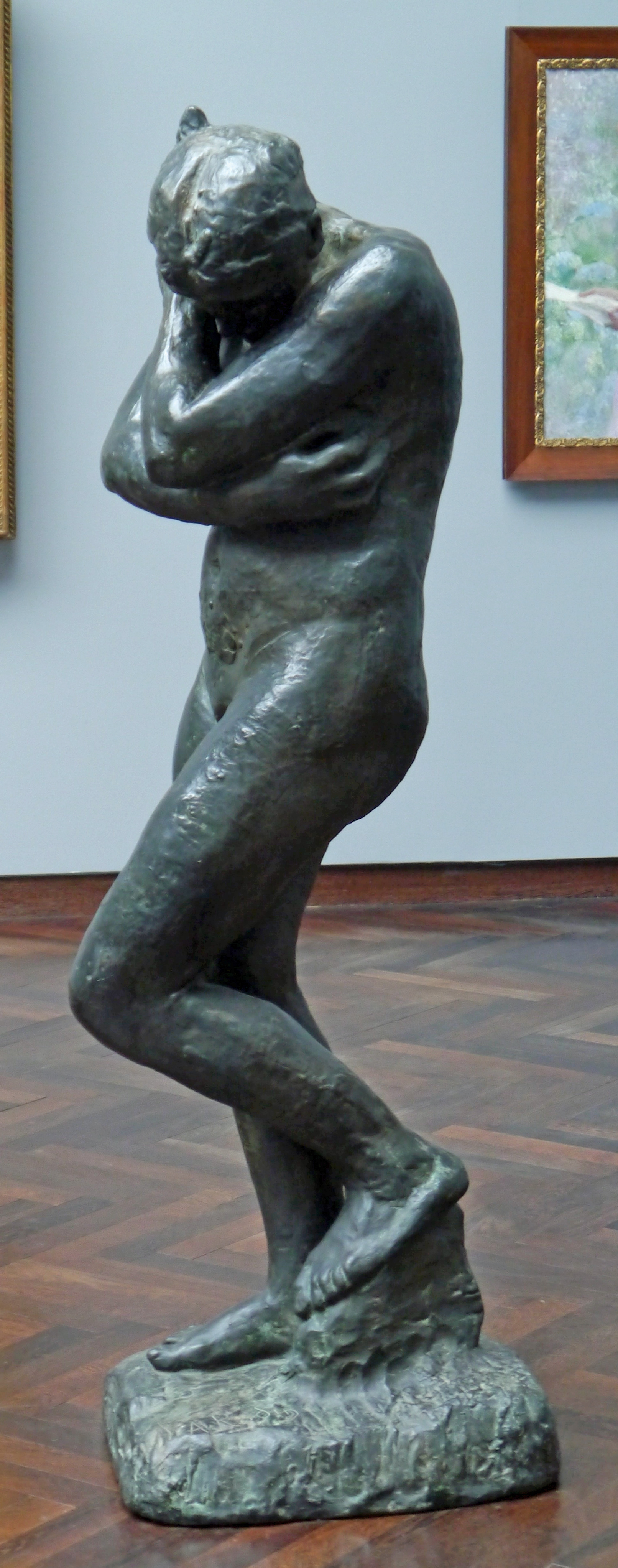
Éva, Auguste Rodin, 1881 körül
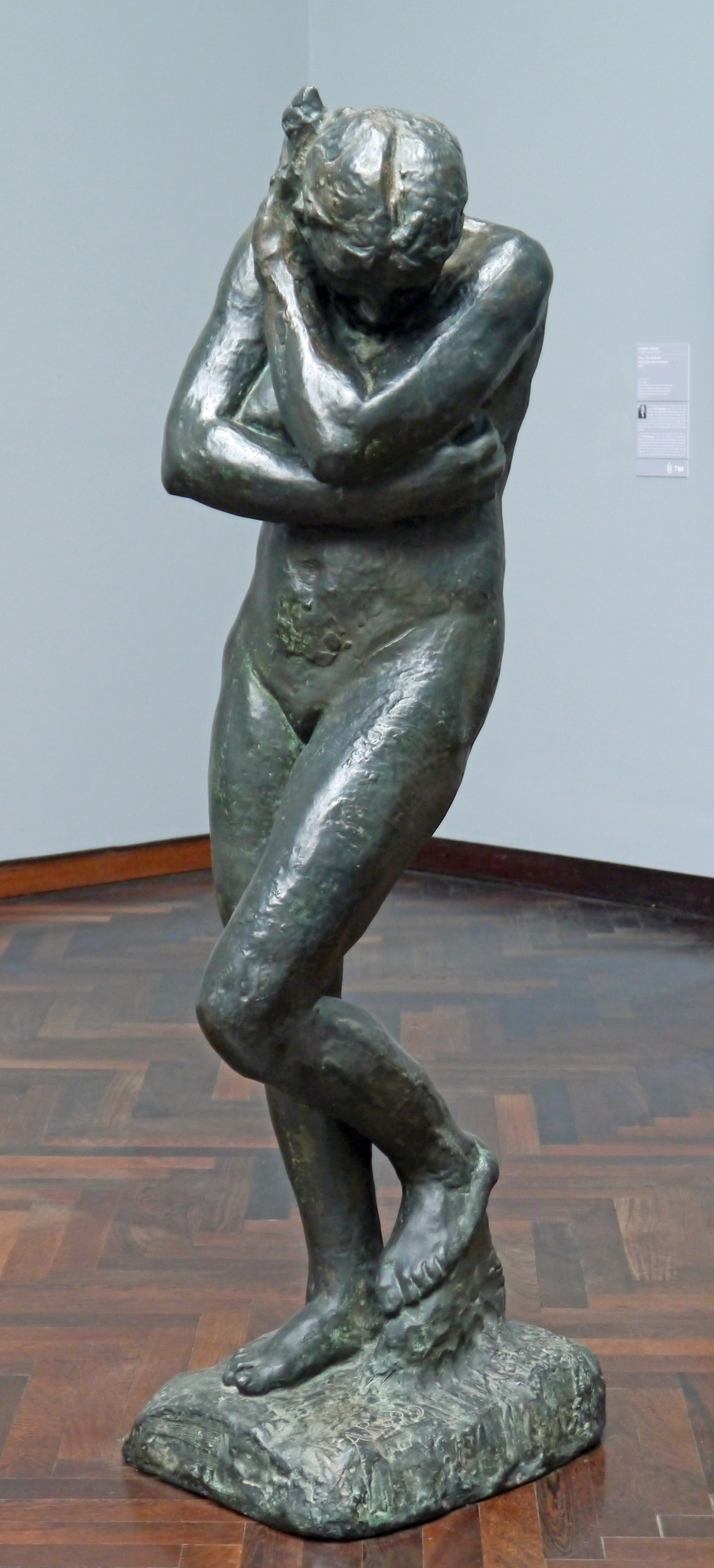
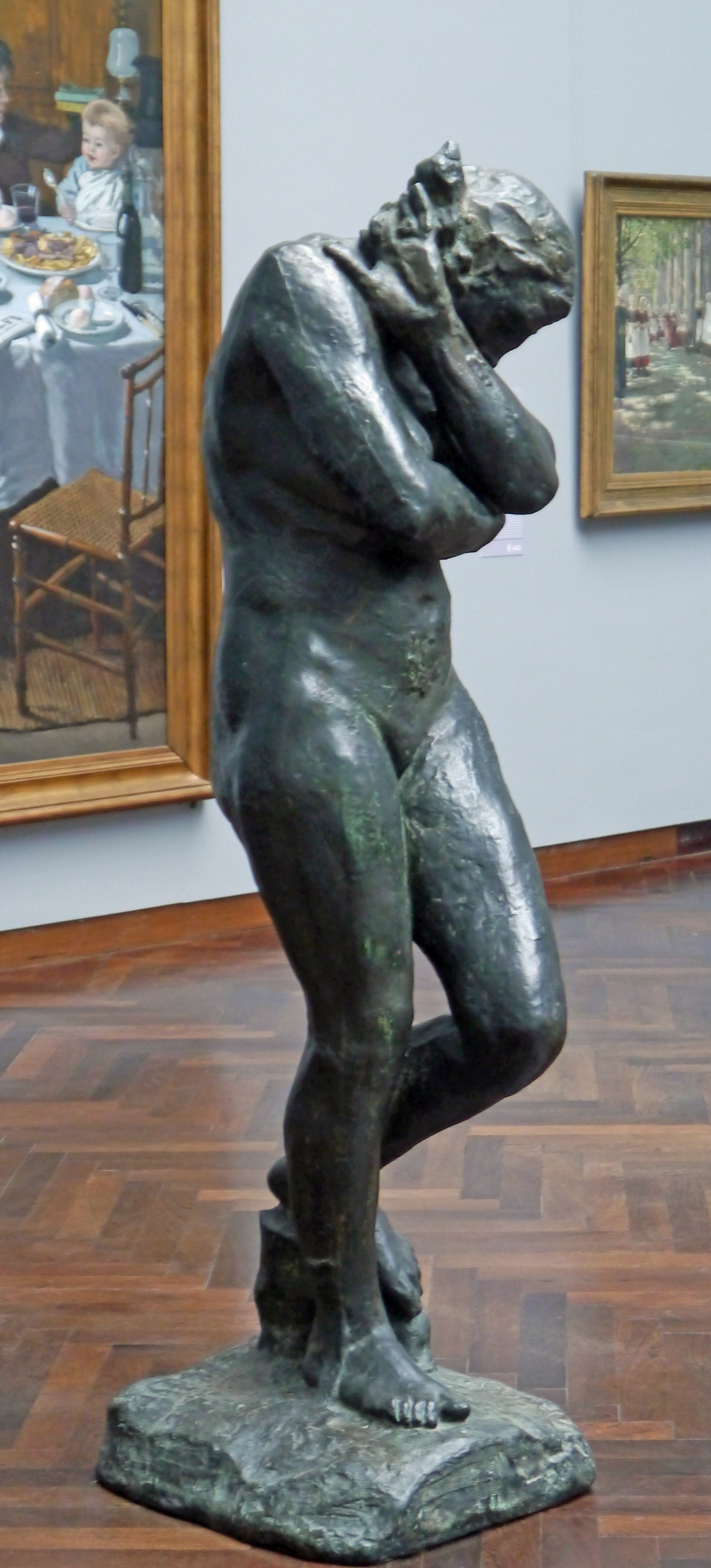
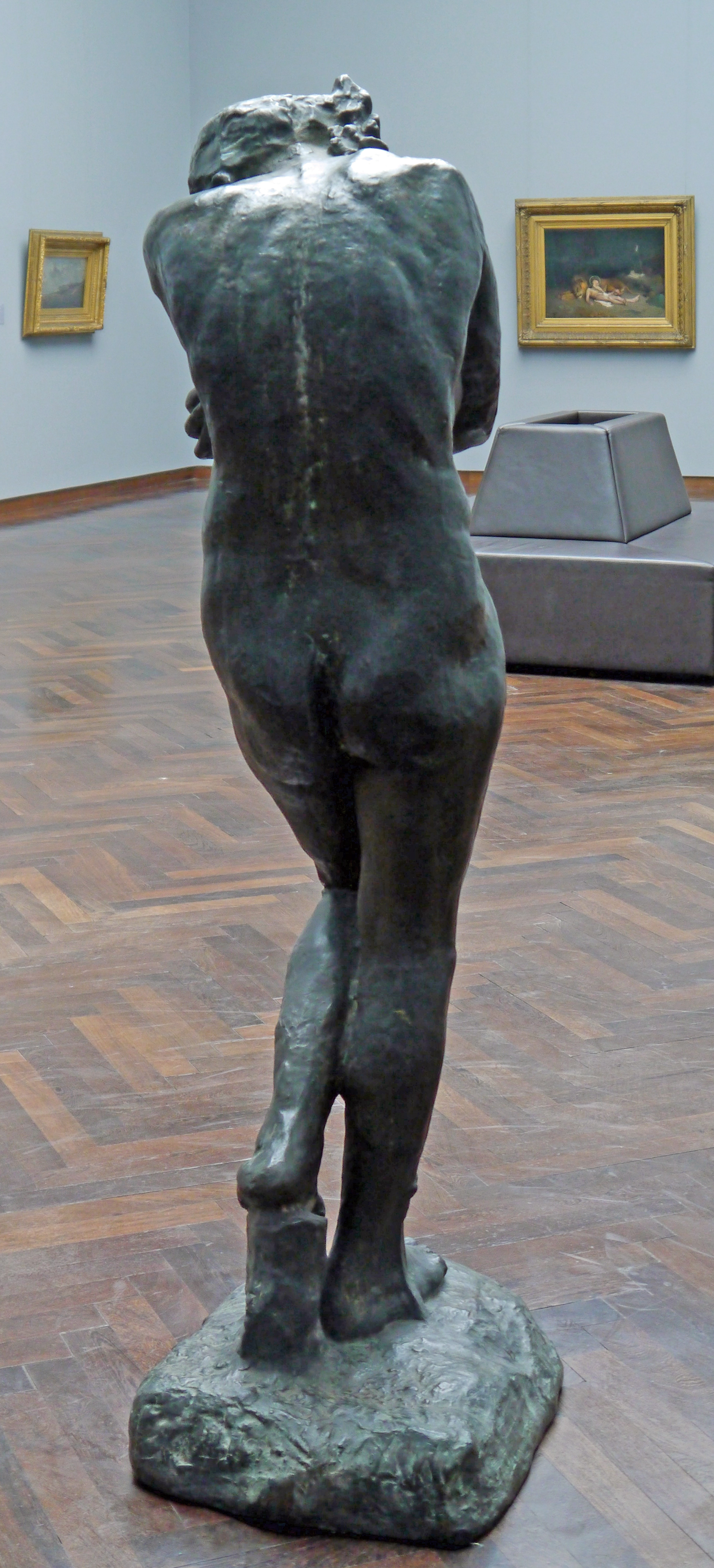

A múzeum kertjében és az épület körül láthatók Joannis Avramidis, Reg Butler, Adolf Luther, Olaf Nicolai, Arthur Volkmann munkái; ezeken kívül időről időre további modern szobrokat is kiállítanak. 1976 óta csoportos és egyéni kiállításokon bemutatták már itt Joseph Beuys, Ulrich Rückriem, Richard Serra, Anthony Caro, George Rickey és David Smith térplasztikáit.

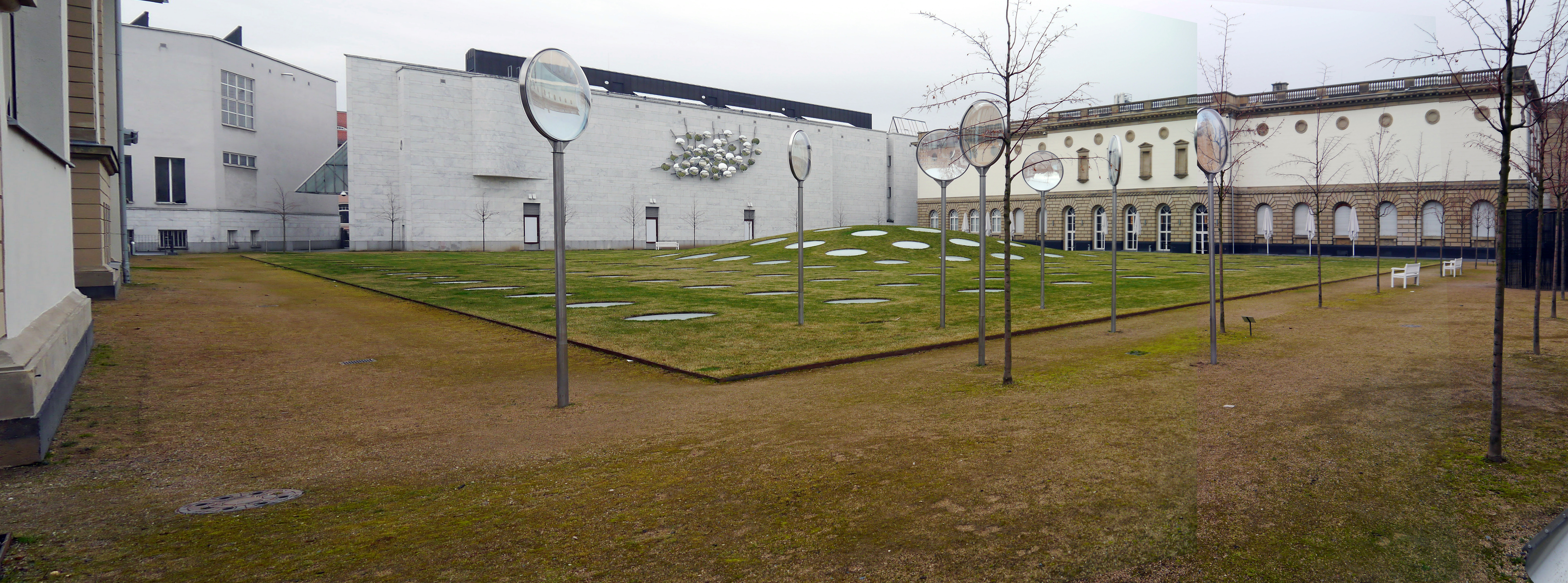
A szoborkert áttekintő képe, a felszín alatt az új kiállítótér.
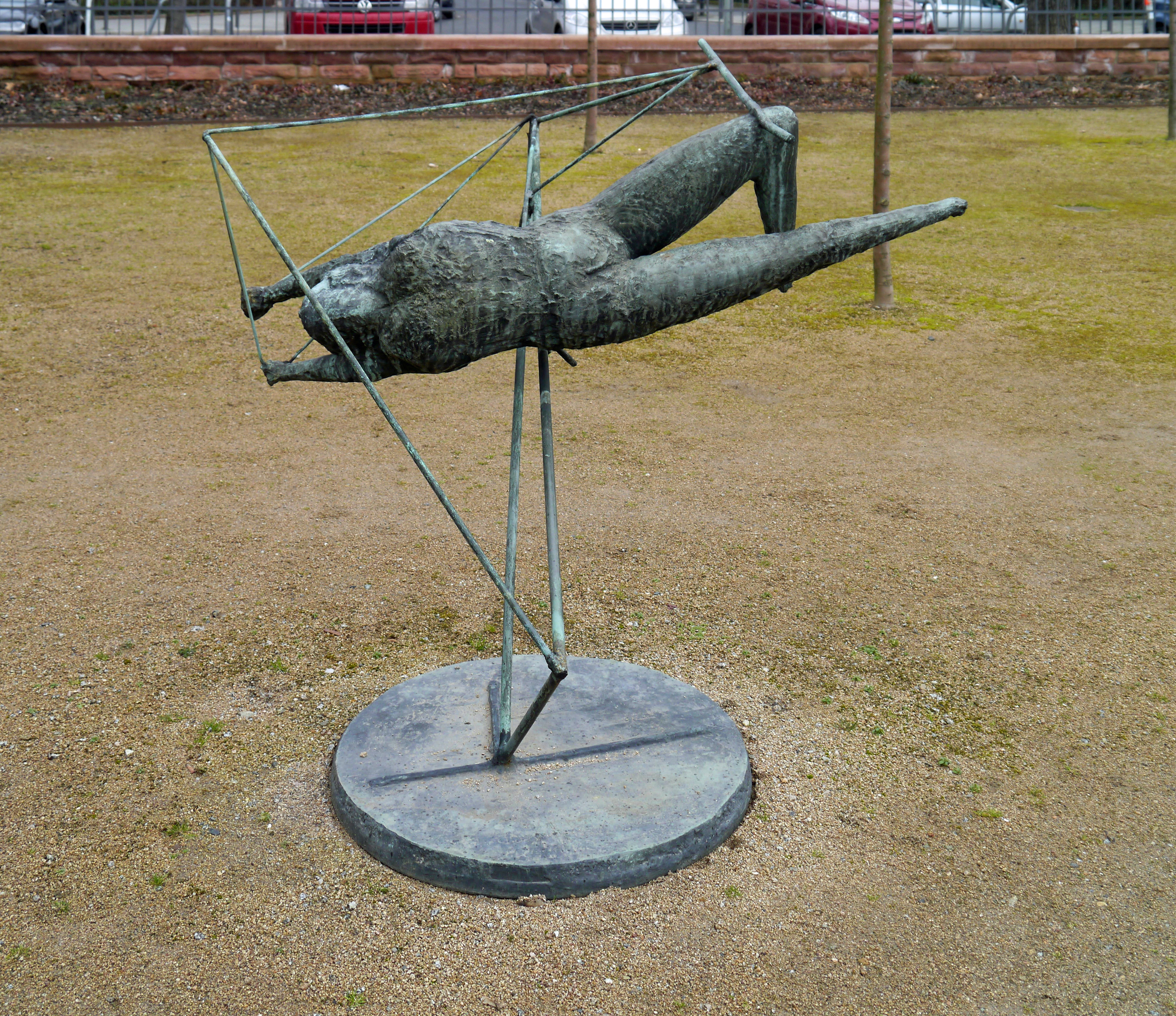
Nő a térben, Reg Butler, 1963
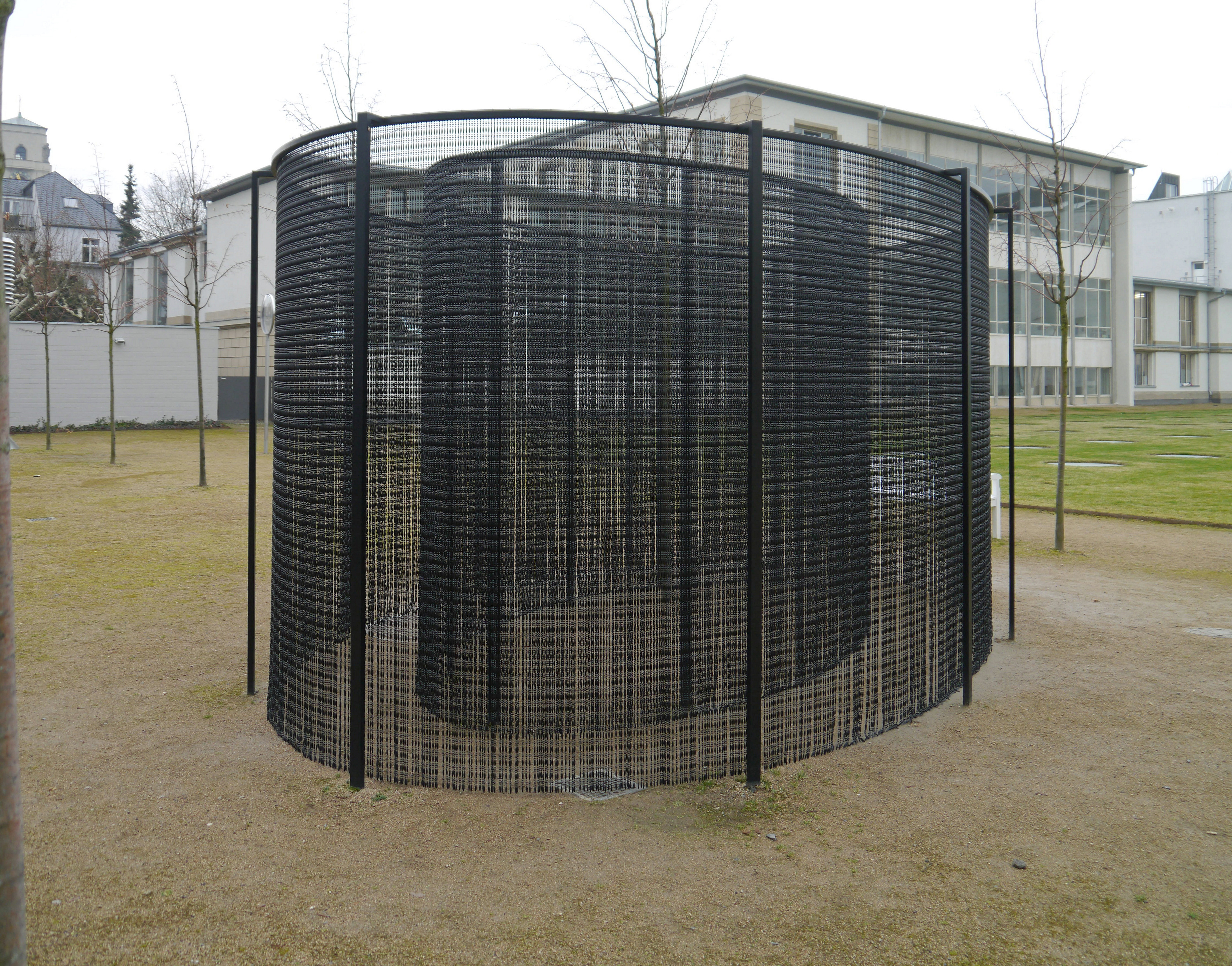
Shutter's-Lullaby-Ellipse-for-Städel, Olaf Nicolai, 2012
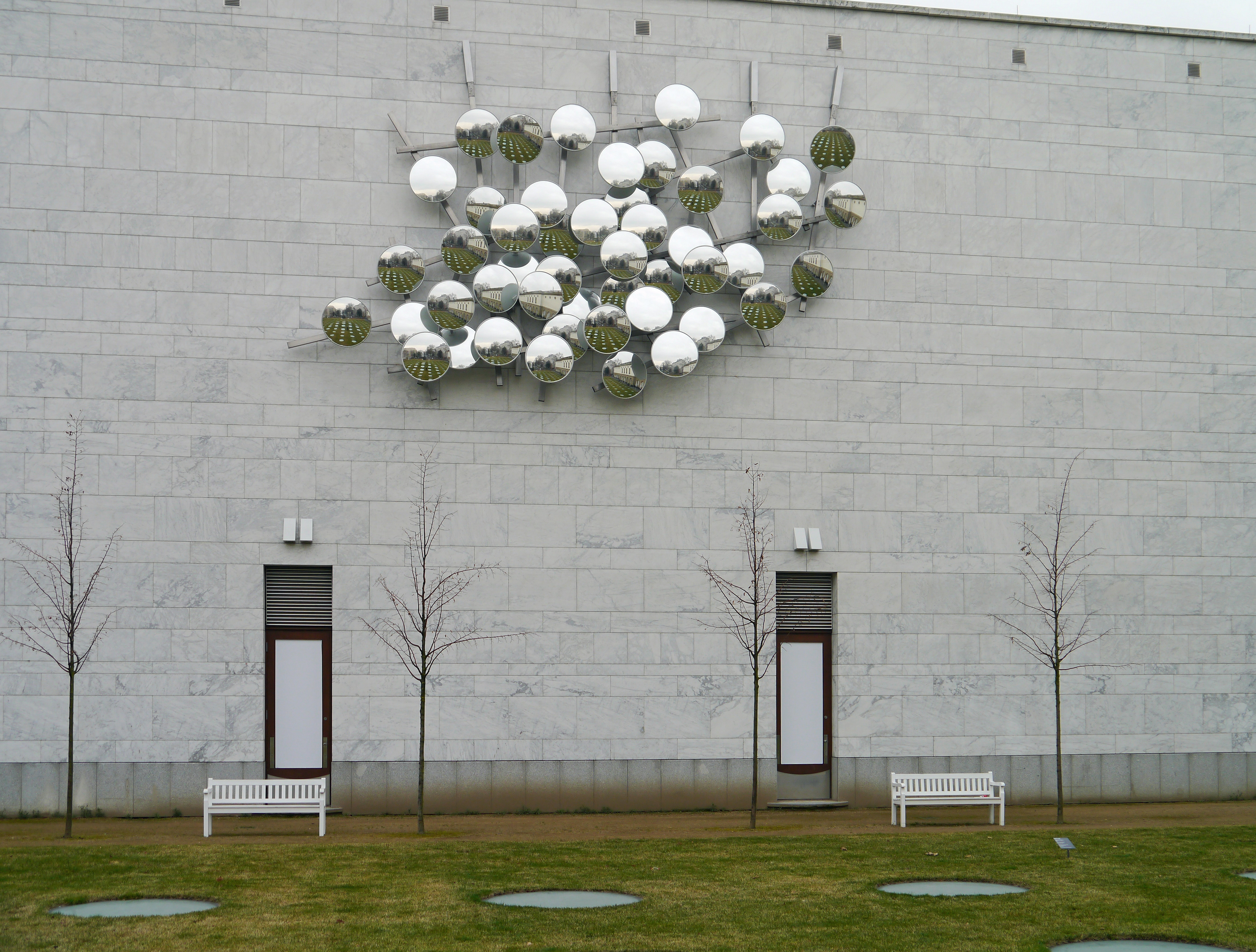
Integration-Wandlinsen, Adolf Luther, 1986
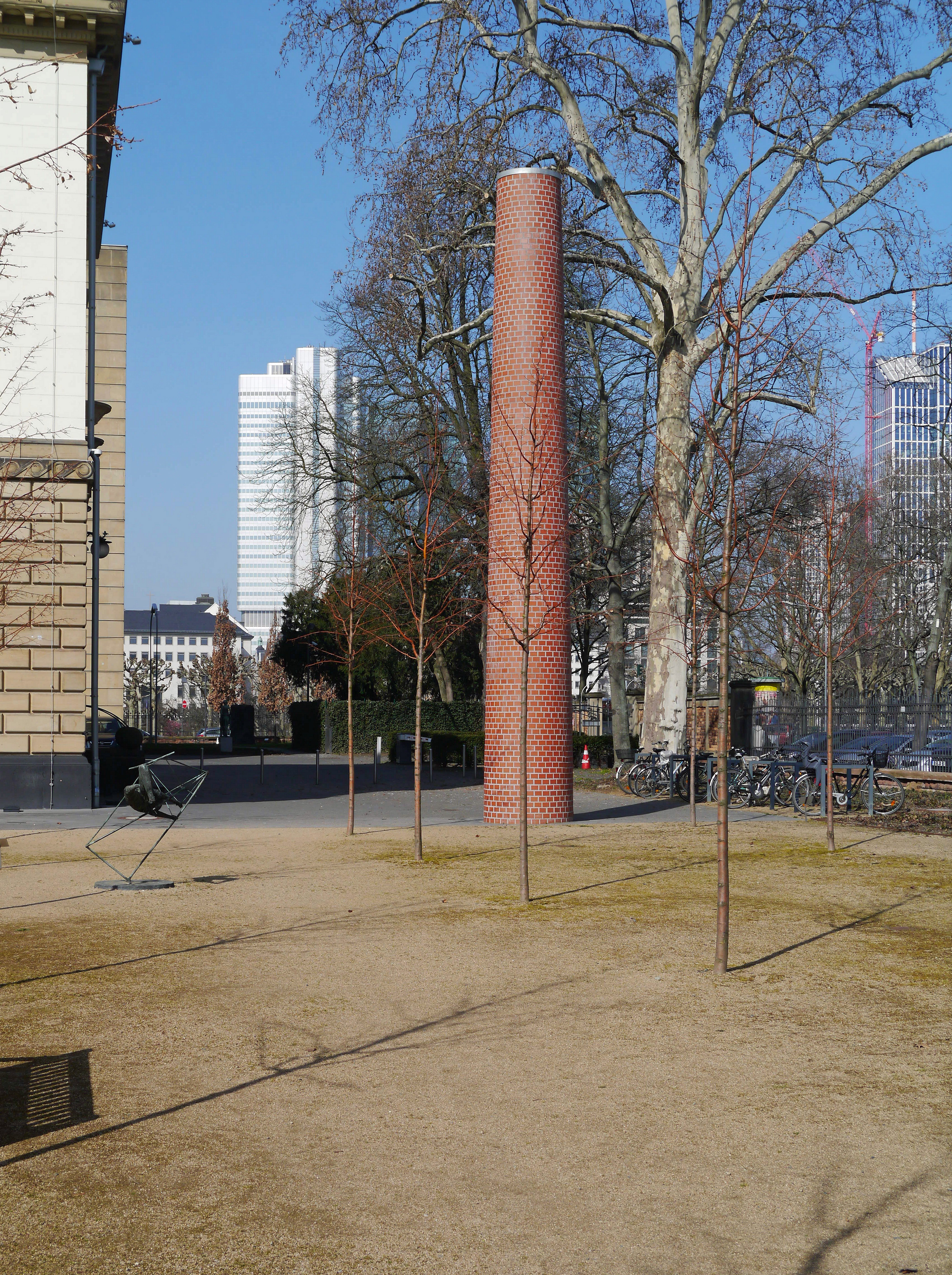
Az első kémény, Jan Svenungsson. 2013

## Időszaki kiállítások
A Städelben rendszeresen kerül sor időszaki kiállításokra, amelyek egy-egy kiemelkedő alkotó munkássága, vagy más közérdeklődésre számot tartó művészeti téma köré csoportosítva mutatnak be erre a célra kölcsönzött műveket és a hozzájuk illő alkotásokat saját gyűjteményükből. Időnként több kisebb-nagyobb időszaki kiállítás is fut párhuzamosan a múzeum hatalmas kiállítótereiben.
A nagyobb visszhangot kiváltó ilyen kiállítások közé tartozott például 1995-ben az Állatszobrok a 19. és a 20. században című, amelyen lehetőséget teremtett a saját raktáraikban őrzött sok fontos alkotás bemutatására is. 1997-ben Jan Vermeer van Delft két kiemelkedő művét, a Földrajztudós és a Csillagász címűeket mutatták be, amelyek a megelőző kétszáz évben soha nem voltak együtt láthatók. A Füsslitől Menzelig című kiállításon egy müncheni magángyűjteményt mutattak be. 2000-ben a saját grafikai gyűjteményük 1500 és 1800 közötti hollandiai alkotásaiból mutattak be egy válogatást. 2004-ben German Art. Deutsche Kunst aus amerikanischer Sicht címmel német művészek munkásságát mutatták be amerikai szemszögből, többek között Joseph Beuys, Jörg Immendorff, Anselm Kiefer, Sigmar Polke alkotásaival, amelyeket az amerikai Saint Louis Art Museumból kölcsönöztek. 2005-ben a rotterdami Museum Boijmans Van Beuningennel együttműködve rendezték meg A mindennapok varázslata címmel Jan Vermeer van Delft és Pieter de Hooch zsánerfestészetének kiállítását.

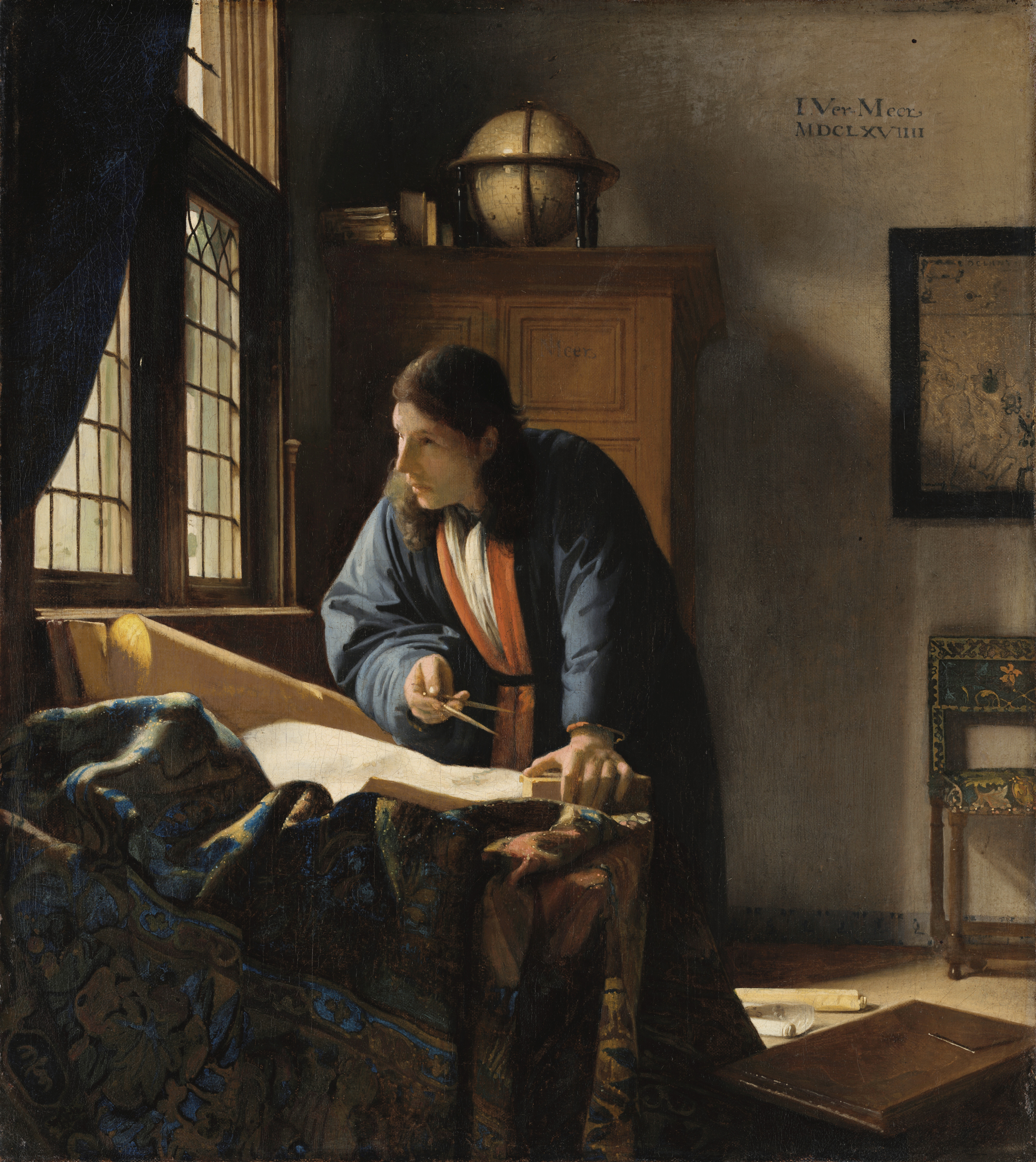
A földrajztudós Vermeer, 1669
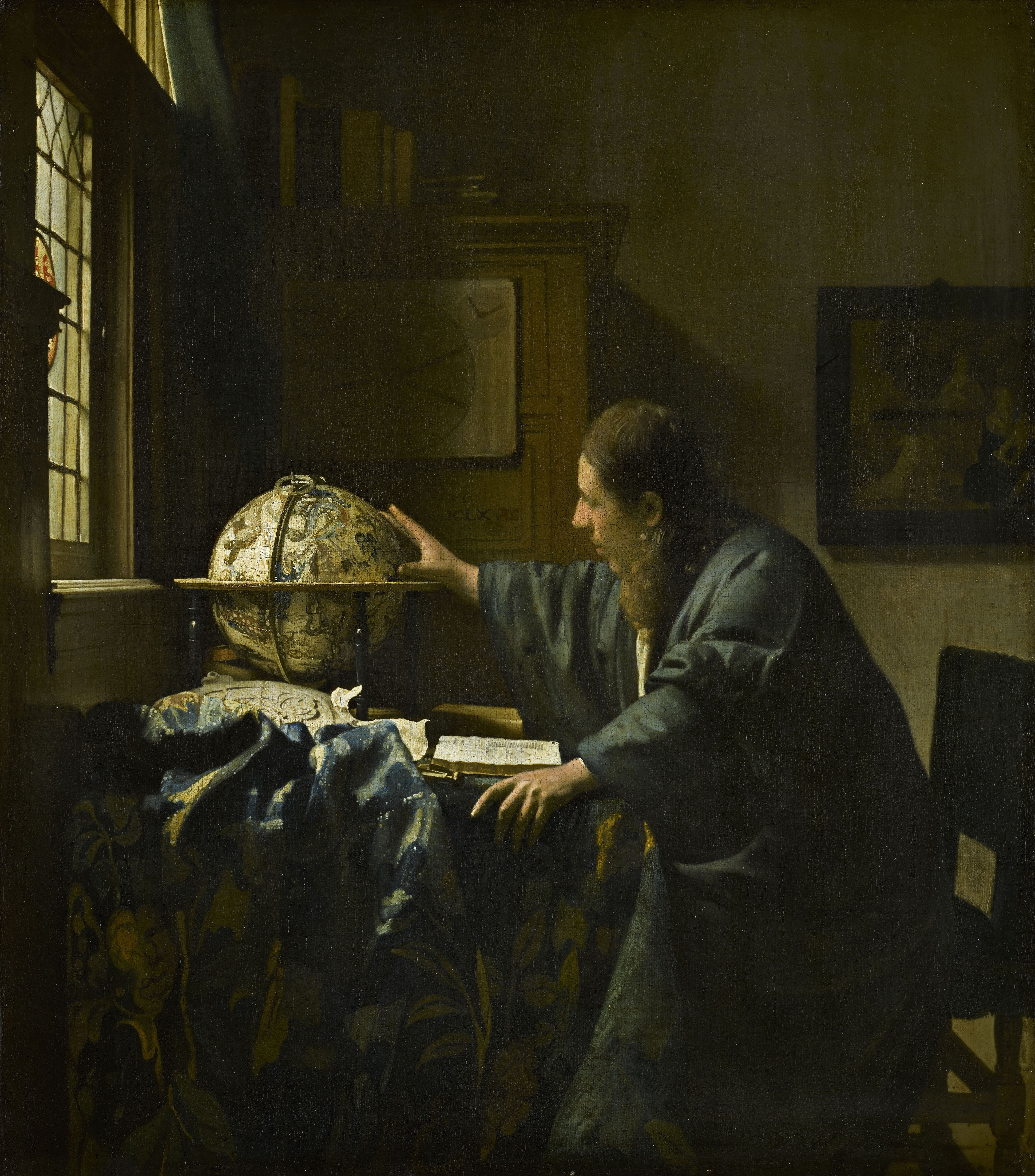
A csillagász Vermeer, 1668 körül

2007-ben idősebb Lucas Cranach munkásságát mutatták be 70 mestermunka révén. A gyűjteményes kiállítás ezután, 2008-ban a Royal Academy of Arts múzeumában vendégeskedett Londonban.
Max Hollein, a Städel hosszú időn át tevékenykedő vezetője 2016-os távozása előtt még megszervezte Georg Baselitz gyűjteményes kiállítását. 2017 szeptemberétől 2018 januárjáig a múzeum új vezetése Henri Matisse és Pierre Bonnard, a két jó barát festő munkásságának párhuzamait, együttműködésüket, levelezésüket mutatta be egy nagyszabású kiállítás keretében.

## Fordítás
- Ez a szócikk részben vagy egészben a Städelsches Kunstinstitut című német Wikipédia-szócikk ezen változatának fordításán alapul.  Az eredeti cikk szerkesztőit annak laptörténete sorolja fel. Ez a jelzés csupán a megfogalmazás eredetét és a szerzői jogokat jelzi, nem szolgál a cikkben szereplő információk forrásmegjelöléseként.

### Összefoglaló művek a gyűjteményről
- Gabriel Dette – Katrin Dyballa – Almut Pollmer-Schmidt–Jochen Sander–Fabian Wolf–Max Hollein (Vorwort): Alte Meister 1300–1800 im Städel Museum. (németül) Szerk. Max Hollein–Jochen Sander. Ostfildern: Hatje Cantz. 2011.  ISBN 978-3-7757-3026-6
- Max Hollein, Felix Krämer (Hrsg.): Kunst der Moderne 1800–1945 im Städel Museum, Hatje Cantz, Ostfildern 2011, ISBN 978-3-7757-3027-3
- Martin Engler, Max Hollein (Hrsg.): Gegenwartskunst 1945-heute im Städel Museum, Ostfildern 2012, ISBN 978-3-7757-3028-0
- Bodo Brinkmann (Redaktion): Städelsches Kunstinstitut und Städtische Galerie Frankfurt am Main, Prestel, München u. a. 1999, ISBN 3-7913-2204-4.
- Felix Krämer, Max Hollein (Hrsg.): Lichtbilder. Fotografie im Städel Museum von den Anfängen bis 1960, Städel Museum, Frankfurt am Main, 2014, ISBN 978-3-941399-39-6 (Anlässlich der Ausstellung: Lichtbilder. Fotografie im Städel Museum von den Anfänge bis 1960, Städel Museum, Frankfurt am Main, 9. Juli – 5. Oktober 2014 = Photography at the Städel Museum from the beginning to 1960)
- Corina Meyer: Die Geburt des bürgerlichen Kunstmuseums – Johann Friedrich Städel und sein Kunstinstitut in Frankfurt am Main, herausgegeben von: SMB Staatliche Museen zu Berlin, Institut für Museumsforschung (= Berliner Schriften zur Museumsforschung), G + H Verlag, Berlin 2013, ISBN 978-3-940939-26-5 (Dissertation TU Berlin 2013, 550 Seiten)

### Katalógusok
- Jochen Sander: Niederländische Gemälde im Städel. 1400–1500. [Hrsg.]: Klaus Gallwitz u. Jochen Sander, Mainz 1993, ISBN 3-8053-1444-2.
- Bodo Brinkmann, Stephan Kemperdick: Deutsche Gemälde im Städel. 1300–1500. [Hrsg.]: Herbert Beck u. Jochen Sander, Mainz 2002, ISBN 3-8053-2920-2.
- Bodo Brinkmann, Stephan Kemperdick: Deutsche Gemälde im Städel. 1500–1550. [Hrsg.]: Herbert Beck u. Jochen Sander, Mainz 2005, ISBN 3-8053-3350-1.
- Rudolf Hiller von Gaertringen: Italienische Gemälde im Städel 1300–1550. Toskana und Umbrien. [Hrsg.]: Herbert Beck u. Jochen Sander, Mainz 2004, ISBN 3-8053-3004-9.
- Jochen Sander: Italienische Gemälde im Städel 1300–1550. Oberitalien, die Marken und Rom. [Hrsg.]: Herbert Beck u. Jochen Sander, Mainz 2004, ISBN 3-8053-3314-5
- Agnes Tieze: Flämische Gemälde im Städel Museum. 1550–1800. Teil 1: Künstler von A–R. [Hrsg.]: Max Hollein u. Jochen Sander, Petersberg 2009, ISBN 978-3-86568-195-9
- Agnes Tieze: Flämische Gemälde im Städel Museum. 1550–1800. Teil 2: Künstler S–Z und Anonyme. [Hrsg.]: Max Hollein u. Jochen Sander, Petersberg 2009, ISBN 978-3-86568-195-9
- Mirjam Neumeister: Holländische Gemälde im Städel 1550–1800. Band 1: Künstler geboren bis 1615. [Hrsg.]: Herbert Beck, Michael Maek-Gérard u. Jochen Sander, Petersberg 2005, ISBN 3-937251-36-7
- León Krempel: Holländische Gemälde im Städel 1550–1800. Band 2: Künstler geboren 1615 bis 1630. [Hrsg.]: Herbert Beck, Michael Maek-Gérard u. Jochen Sander, Petersberg 2005, ISBN 3-937251-37-5
- Mirjam Neumeister: Holländische Gemälde im Städel 1550–1800. Band 3: Künstler geboren nach 1630, hrsg. v. Max Hollein u. Jochen Sander, Petersberg 2010, ISBN 978-3-86568-541-4

### A gyűjtemény története
- Uwe Fleckner, Max Hollein (Hrsg.): Museum im Widerspruch. Das Städel und der Nationalsozialismus (= Schriften der Forschungsstelle „Entartete Kunst“. Band 6). Berlin 2011, ISBN 978-3-05-004919-9

### Jelentősebb újságcikkek
- Julia Voss: Museumskrach – Frankfurter Einfalt (német nyelven). Frankfurter Allgemeine Zeitung, 2008. május 23.
- Hanno Rauterberg: Schampus und Currywurst. Das Städel Museum in Frankfurt weiß, wie man allen Krisen trotzt: Mit einem wunderbaren Anbau und viel Bürgersinn (német nyelven). Die Zeit, 2012. február 23.